# Bermudes
Cet article possède un paronyme, voir Bermude.
Pour les articles homonymes, voir Bermuda (homonymie).
Les Bermudes (en anglais : Bermuda, /bəˈmjuːdə/ et Islands of Bermuda) constituent un archipel d'Amérique du Nord membre associé de la Communauté caribéenne et un territoire britannique d'outre-mer. Il est situé dans l'océan Atlantique, au large de la côte est des États-Unis. Ses habitants sont appelés Bermudiens. L'économie de l'archipel repose en grande partie sur les finances à cause de son statut de paradis fiscal.

## Histoire
L'archipel des Bermudes doit son nom au navigateur espagnol Juan de Bermúdez qui le découvrit en 1515. L'Angleterre établit (officieusement et par accident) la colonie permanente dès 1609 par la Virginia Company of London (ou « Virginia Company »), à la suite d'un naufrage, et fondèrent la première capitale, Saint George's, en 1612, lorsque les Bermudes devinrent officiellement une colonie anglaise (d'abord nommée « Virginiala », mais immédiatement rebaptisée « îles Somers ») de l'Angleterre, administrée en vertu d'une charte royale par la London Company of Virginia, qui forma une « sous-compagnie », la « Company of London for the Plantation of the Somers Isles » (ou Somers Isles Company) qui reprit l'administration à partir de 1615. Les premiers esclaves (un Amérindien et un Africain, ou d'ascendance africaine) furent amenés en 1616, mais le système de servitude sous contrat qui existait jusqu'en 1684 signifiait que l'esclavage n'était pas aussi courant que dans d'autres colonies. Les Bermudes se rangèrent du côté de la Couronne pendant la guerre civile anglaise et devinrent la première colonie anglaise à reconnaître Charles II comme roi, forçant ses parlementaires indépendants à l'exil, bien qu'elles aient finalement reconnu l'autorité du Parlement à gouverner sans roi. En 1684, le gouvernement anglais révoqua la charte royale de la Somers Isles Company et reprit l'administration directe de la colonie. L'archipel est devenu britannique en 1707 avec la création de la Grande-Bretagne (l'unification de l'Angleterre et de l'Écosse).
À partir de 1609, les Bermudes furent défendues uniquement par des fantassins de milice recrutés localement (et plus tard également par une troupe de cavalerie) et des artilleurs volontaires jusqu'en 1701, date à laquelle l'armée régulière anglaise établit une petite garnison permanente. La garnison régulière fut supprimée après la guerre de Sept Ans, rétablie pendant la guerre d'indépendance américaine, et supprimée à nouveau après la cessation des hostilités. L'indépendance des États-Unis d'Amérique laissa les Bermudes comme seule base navale britannique potentielle entre la Nouvelle-Écosse et les Antilles. Après plusieurs années passées à cartographier la ligne de récif environnante pour trouver un chenal vers les ports intérieurs adapté aux grands navires de guerre, une base navale fut établie aux Bermudes en 1784 (ce qui deviendrait le "Royal Naval Dockyard, Bermuda"), dans le cadre de la station nord-américaine de la Royal Navy. Cette base devint la base de la Royal Navy en Amérique du Nord, puis dans l'océan Atlantique occidental et (après la Première Guerre mondiale) dans l'océan Pacifique oriental, et éleva le statut de la colonie des Bermudes au rang de « forteresse impériale », avec une importante garnison militaire pour défendre la base navale et soutenir les opérations amphibies sur toute l'étendue géographique de la base. À partir des années 1930, il y eut également des bases aériennes aux Bermudes.

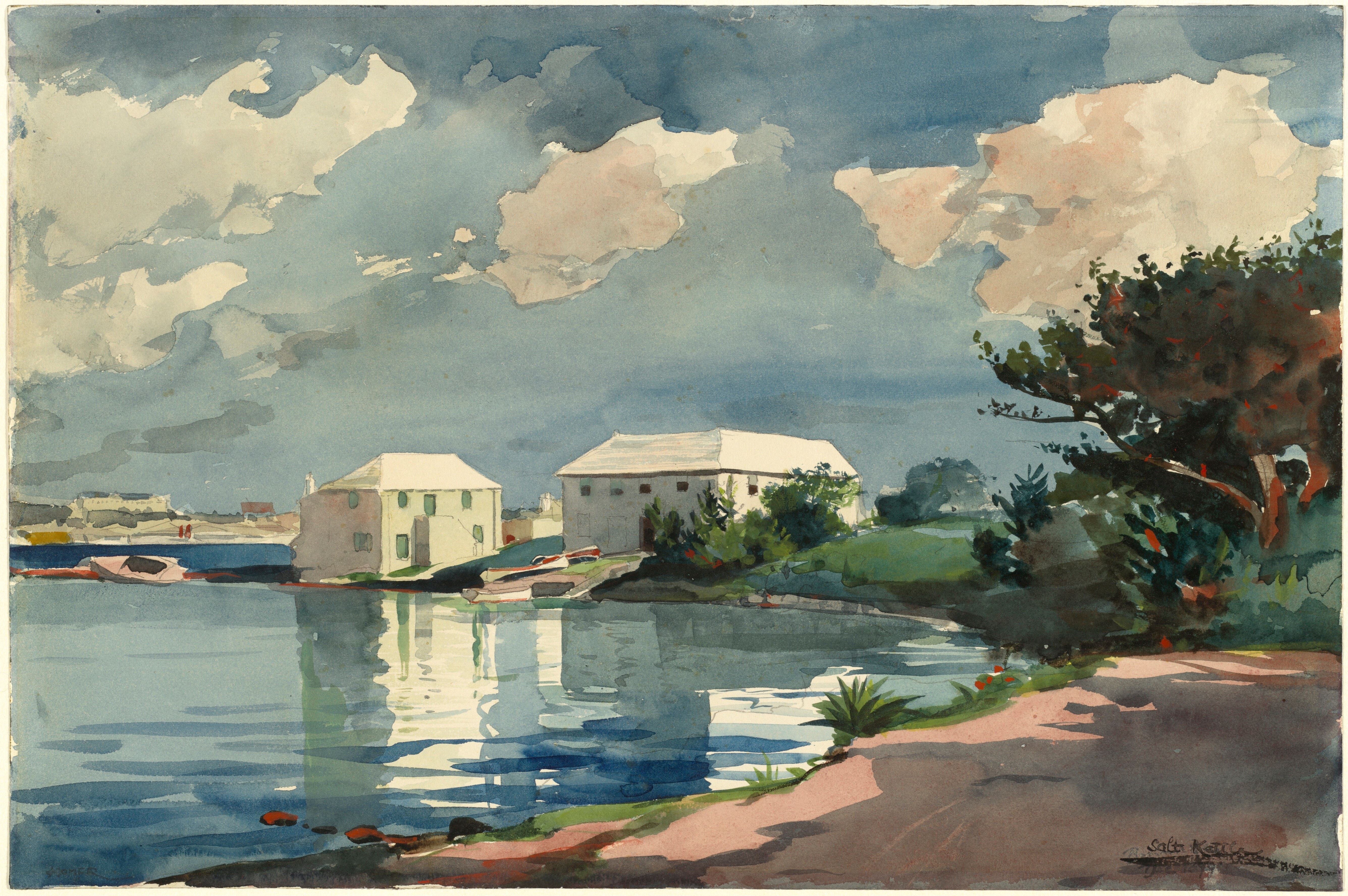
Salt Kettle, Bermuda (Saunerie), 1899
National Gallery of Art, Washington

Le peintre américain Winslow Homer, installé dans le Maine à la fin de sa vie, trouve les hivers de plus en plus durs, et décide, à la fin des années 1880, de les passer aux Bahamas, non sans faire un crochet par la Floride ou Cuba. Neuf aquarelles de ces voyages en mer sont reproduites par The Century Magazine (1885-1886).
Au début du XXe siècle, alors que les moyens de transport et de communication étaient en plein essor, les Bermudes devinrent une destination très à la mode pour les riches touristes britanniques, américains et canadiens.
De plus, les droits de douane érigés en 1930 par les États-Unis à l'encontre de ses partenaires commerciaux eurent pour effet de réduire considérablement les exportations agricoles des Bermudes.
Ces exportations agricoles, qui étaient jadis florissantes, concernaient surtout les légumes frais. Cette situation nouvelle incita le territoire d'outre-mer britannique à développer une activité touristique qui se situe maintenant juste derrière le commerce international par son importance économique.
Pendant la Seconde Guerre mondiale, les Bermudes devinrent une importante base militaire du fait de leur position dans l'océan Atlantique. En 1940, les États-Unis passèrent un accord avec le Royaume-Uni (Destroyers for Bases Agreement). En échange de la cession de destroyers américains, les Britanniques concédaient aux Américains, pour une durée de 99 ans, une dizaine de bases dans les Caraïbes, ainsi qu'à Terre Neuve et au Guyana.
En août 1995, lors d'un référendum, 73 % des votants se sont prononcés contre l'indépendance des Bermudes. L'initiative était portée par le premier ministre de l'époque, John Swan, en réaction à la fermeture de la base de la Royal Navy en 1993, avec effet en 1995, tout comme les installations militaires américaines et canadiennes. Néanmoins, une large majorité s'est prononcée contre cette option, fortement rejetée par la minorité blanche et par une part notable de la population noire, principalement en raison des risques économiques alors que l'archipel jouit d'un niveau de vie très élevé.

## Patrimoine

### Patrimoine civil

#### Musées
- Le musée de la Société historique des Bermudes, situé à Hamilton, contient des cartes, du mobilier, des portraits, des documents et d'autres objets des années 1600 à nos jours.
- Le musée de la Société historique de Saint George's, situé à Saint George's, comprend un mobilier d'époque et une cuisine reconstituée de l'époque coloniale ainsi que des objets et documents de l’histoire des Bermudes, notamment une presse à imprimer de style Gutenberg.
- Le musée national des Bermudes, situé à Hamilton, explore l'histoire maritime et insulaire des Bermudes.
- Le musée du patrimoine bermudien, situé à Saint George's, retrace l’histoire de l’esclavage aux Bermudes et rend hommage aux réalisations sociales, culturelles et politiques des Noirs des Bermudes, depuis la pré-abolition de l'esclavage jusqu’à nos jours.
- Le musée de la maison Carter, situé à Saint George's, propose des expositions consacrées à la chasse à la baleine, à la pêche, à l’agriculture et à d’autres aspects de la vie quotidienne à l'époque dans les Bermudes.
- La maison Verdmont, construite en 1710 et située au sud-ouest de Flatts Village, propose diverses collections de peintures et de porcelaines ainsi que des jardins.

#### Forts
- Le fort Ferry Island, construit au début de la colonisation britannique des Bermudes pour protéger la population des îles en cas d'invasion ennemie.
- Le fort Scaur Hill, construit à la fin des années 1860 de peur des attaques de l’Union en représailles au soutien des Bermudes aux États confédérés d'Amérique lors de la guerre de Sécession.
- Le fort Sainte-Catherine, construit au XVIIe siècle pour empêcher les navires de contourner l'Île Saint George, abrite aujourd'hui un musée.
- Le fort Victoria, construit au XVIIe siècle pour défendre le port militaire de la Royal Naval aux Bermudes et d'autres lieux stratégiques.

### Patrimoine religieux
- La cathédrale de la Très-Sainte-Trinité située à Hamilton, construite à la fin du XIXe siècle.
- La cathédrale Sainte-Thérèse-de-Lisieux située à Hamilton, construite au début du XXe siècle.
- L'église Saint-Pierre située à Saint George's, construite au début du XVIIe siècle.

### Registre international Mémoire du monde
Le programme Mémoire du monde (UNESCO, 1992) a inscrit dans son registre international Mémoire du monde (au 17/01/2016) :
- 2009 : les registres des esclaves des Antilles britanniques de 1817 à 1834 (Bahamas, Belize, Bermuda, Dominique, Jamaïque, St Kitts, Trinité-et-Tobago, Royaume-Uni)[7].

### Protection du patrimoine
Le Bermuda National Trust est l'organisme chargé de la protection et de la promotion du patrimoine naturel et culturel.

## Géologie
Des analyses isotopiques publiées en 2019 montrent que les Bermudes correspondent à un échantillonnage tout à fait inhabituel du manteau terrestre, jamais vu à la surface de la Terre jusque-là. Les volcans y ont fait remonter des masses fondues sous-saturées de silice[pas clair] qui sont significativement enrichies en éléments incompatibles et dont des substances volatiles qui ne peuvent pas normalement persister dans le manteau terrestre. La signature isotopique de ce substrat géologique est pour le plomb extrême et unique: les Bermudes présentent les rapports isotopiques 206Pb/204Pb les plus radiogènes recensés dans tous les bassins océaniques (avec des ratios 206Pb/204Pb de 19,9 à 21,7). De faibles ratios 207Pb/204Pb,,) et des isotopes du Sr, Nd et Hf relativement invariants suggèrent que ce substrat date de moins de 650 millions d'années. Les Bermudes seraient donc nées d'un réservoir transitoire du manteau jusqu'alors inconnu, « résultant du recyclage et du stockage d'éléments incompatibles et de substances volatiles 6,7,8 dans la zone de transition (entre le manteau supérieur et inférieur), aidés par le fractionnement du plomb un minéral stable uniquement dans cette couche limite, tel que la K-hollandite »,[pas clair].
Ce recyclage de matériaux récents (au sens géologique du terme « récent ») de la zone de transition du manteau, pourrait résulter d'événements de subduction datant de la formation de la Pangée, c'est pourquoi ce réservoir n'a jusqu'ici pu être trouvé qu'en Atlantique. Les modèles géodynamiques disponibles suggèrent que des perturbations de l'écoulement du manteau pourraient être à l'origine de cet échantillonnage inhabituel de la couche limite du manteau. Des études sismiques et des inclusions de diamants 6,7[Quoi ?] indiquent que des matériaux recyclés peuvent être stockés dans la zone de transition. Pour la première fois, à notre connaissance, nous avons montré[style à revoir] des preuves géochimiques que ce stockage est la clé de la génération de domaines isotopiques extrêmes que l'on pensait jusque-là uniquement liés au recyclage en profondeur.
Les hétérogénéités chimiques, telles que celle-ci (avec présence d’éléments volatils et incompatibles), parfois observées dans le manteau sont généralement expliquées par le recyclage dans le manteau de matériaux intégrés par subduction1,2,3[Quoi ?] qui peuvent ensuite remonter avec le magma via le volcanisme,,.

### Origine de l'île des Bermudes
Une étude sur la pétrologie et la géochimie de l'île, réalisée par l'Institut des sciences de la Terre (ISTerre) en 2019, propose un autre modèle que la simple remontée de matériel mantellique chaud. Il s'agirait plutôt d'un mélange de matériel mantellique et de morceaux de plaques enfouis dans « une zone de transition » du manteau depuis la séparation du supercontinent Pangée. À la suite d'une perturbation il y a 30 millions d'années, cette « soupe » de roches serait remontée progressivement jusqu'à la croûte terrestre, puis jusqu'à la surface de l'océan.

## Géographie

Localisation des Bermudes dans l'Océan atlantique
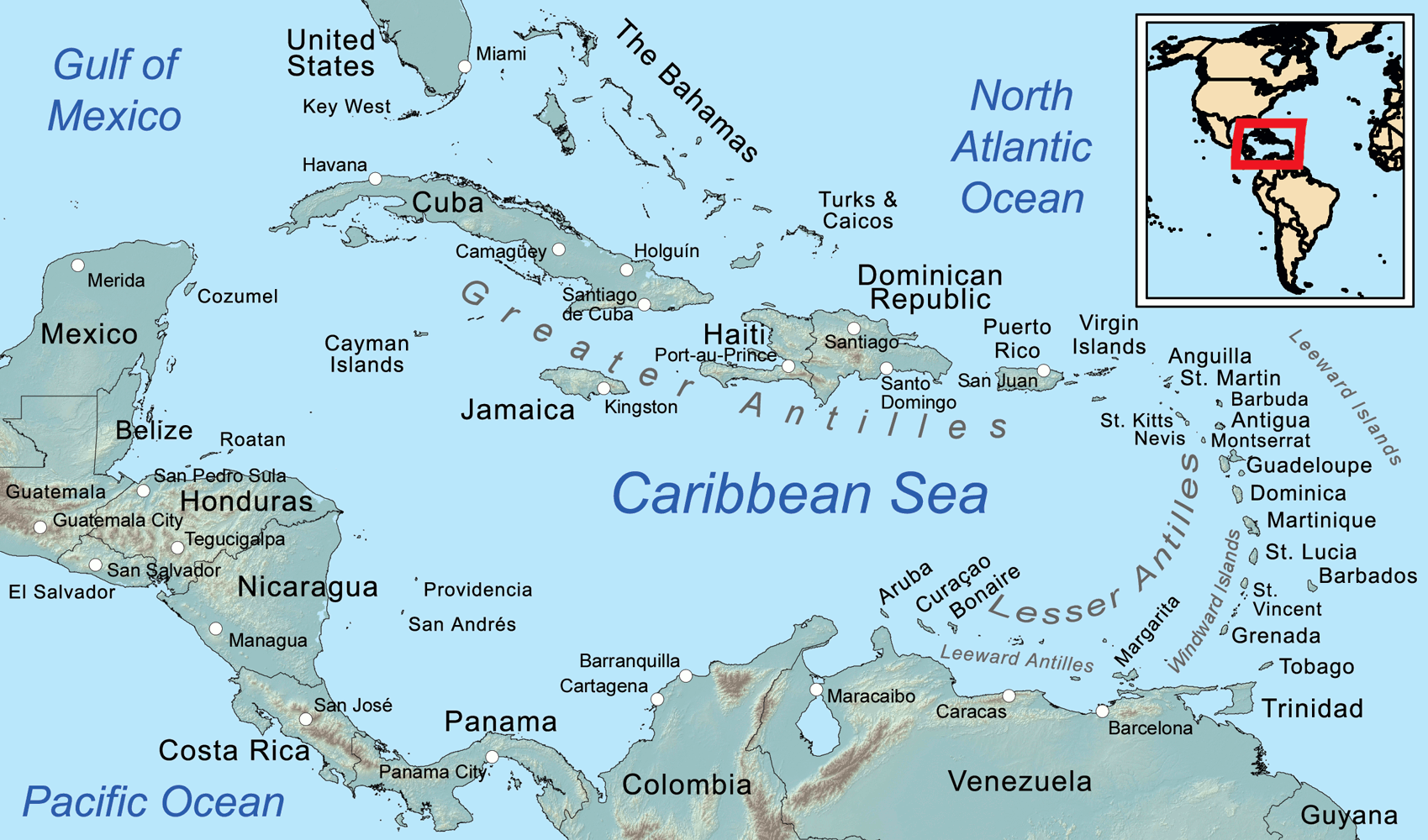
Carte générale de l'espace caraïbe
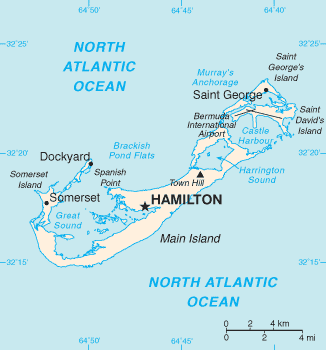
Ïle principale
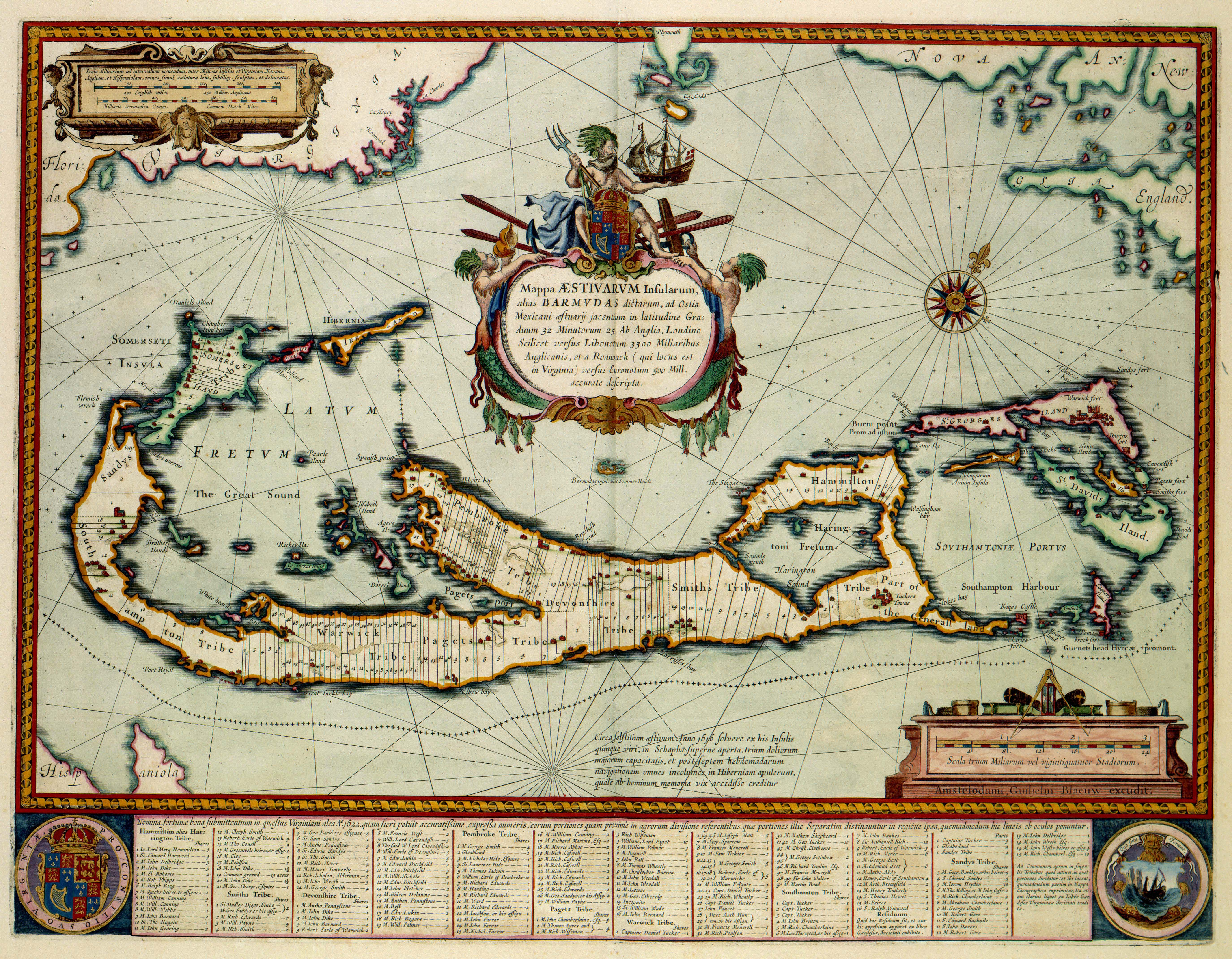
Atlas Van der Hagen, carte des Bermudes, avec la liste des propriétaires terriens (1630)

Les Bermudes font partie de l'Amérique du Nord et sont baignées par les eaux de l'Atlantique Nord. Hamilton, la capitale du territoire, est située à 1 047 km à l'est-sud-est du cap Hatteras, en Caroline du Nord (États-Unis). L'archipel se compose de 181 petites îles de corail formant un atoll surélevé avec précipitations suffisantes, mais d'aucun fleuve ni lac d'eau douce.
Les îles principales sont :
- Grande Bermude ;
- l'île Saint George ;
- l'île Saint David ;
- l'île Somerset.

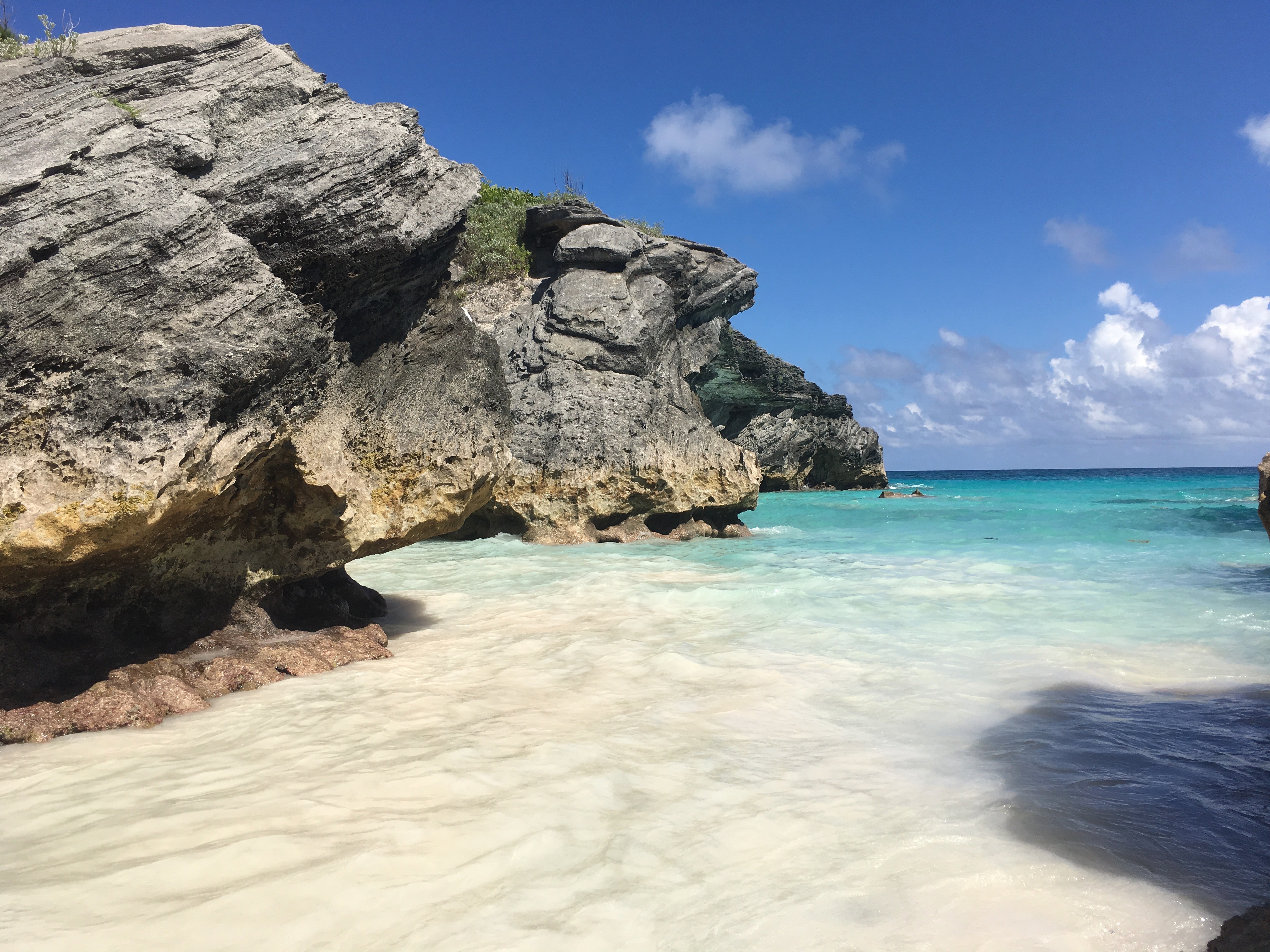
Plage de Horshoe Bay
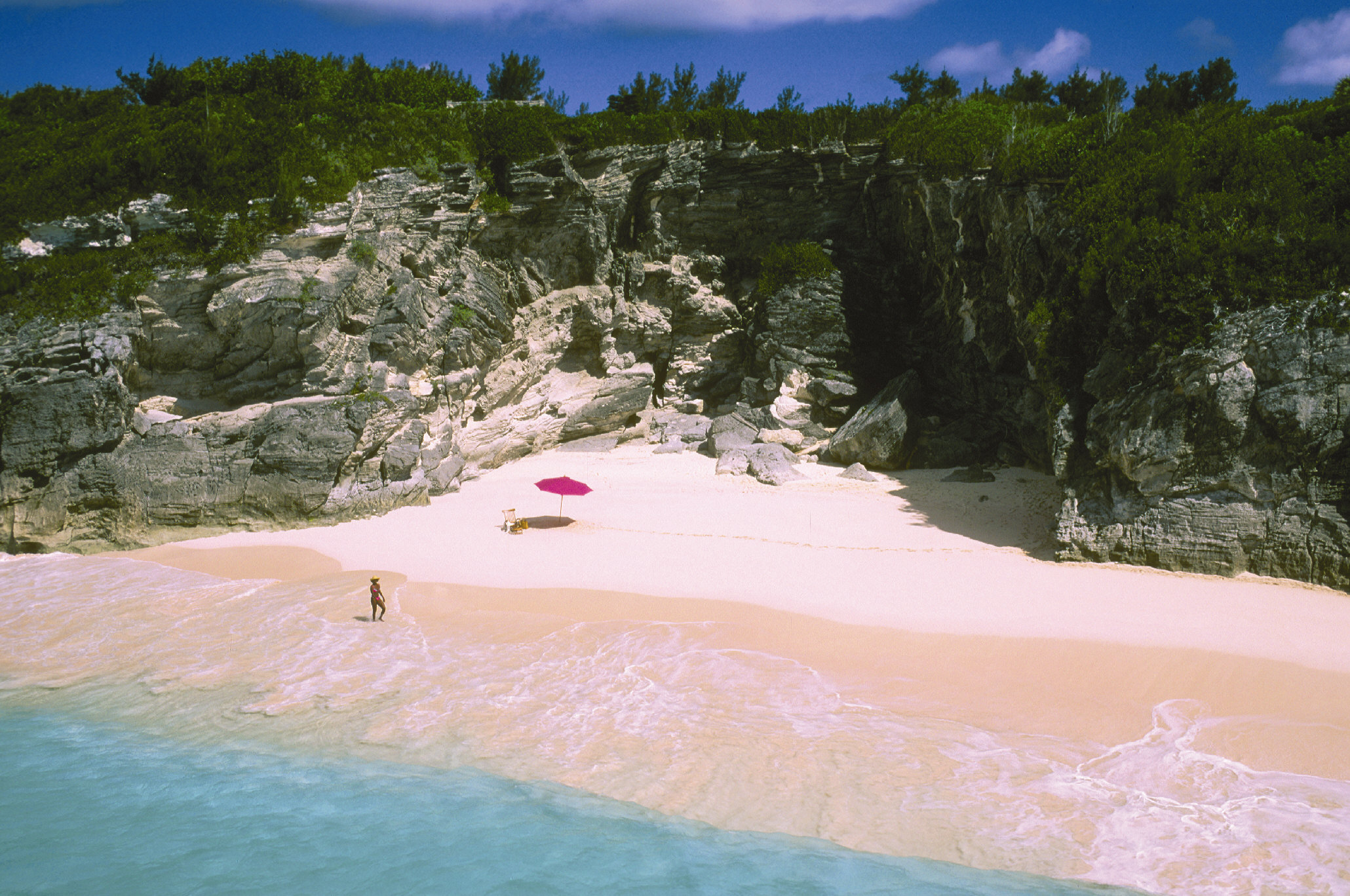
Plages de sable rose des Bermudes
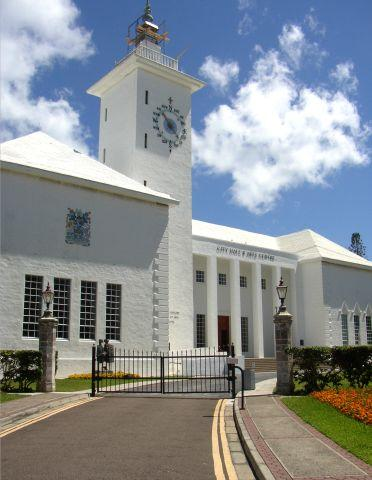
Hamilton, capitale
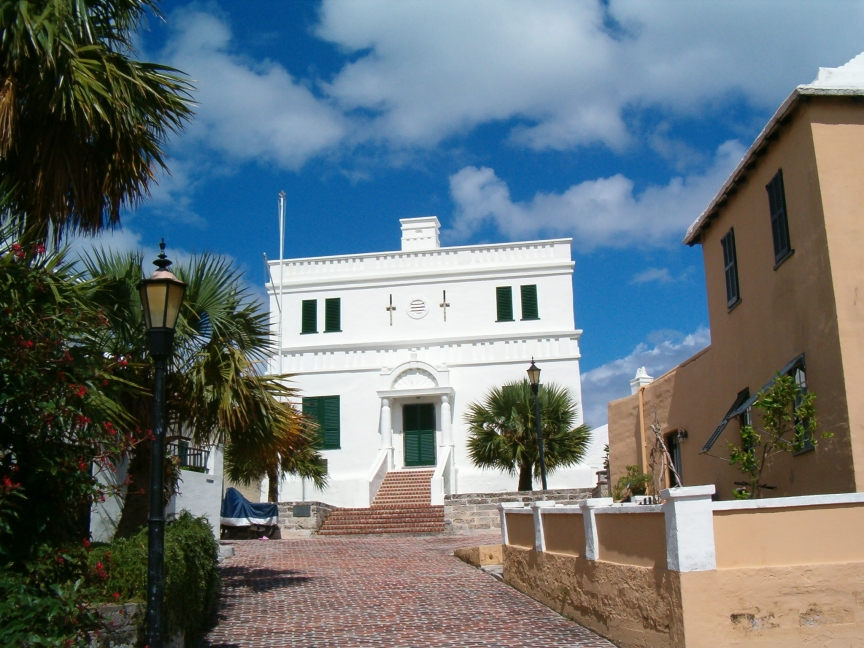
Ancien Parlement, Saint-George

## Climat
Selon la classification de Köppen, les Bermudes bénéficient d’un climat équatorial, rarissime à cette latitude (32-33°N). En effet, l’archipel est au moins à 3 500 km au Nord de l’équateur mais baigne dans le courant chaud océanique du Gulf Stream.
Les Bermudes baignent dans un climat doux avec des extrêmes peu marqués. Pendant l'hiver, la température moyenne minimale est 18 °C en janvier. Pendant l'été, la température moyenne maximale en août est 27 °C. Les mois d'été sont légèrement plus secs, malgré des précipitations régulières pendant l'année.
L'archipel se retrouve souvent dans la ligne de mire des ouragans de l'Atlantique Nord de mai à novembre et plusieurs d'entre eux ont causé des dommages importants. Quelques exemples récents sont les ouragans Bertha en 2008, Fay et Gonzalo en 2014, Joaquin en 2015 et Nicole en 2016 (voir Liste des ouragans sur le territoire des Bermudes).

## Faune et flore
Genévrier des bermudes, Scinque des bermudes...

## Démographie

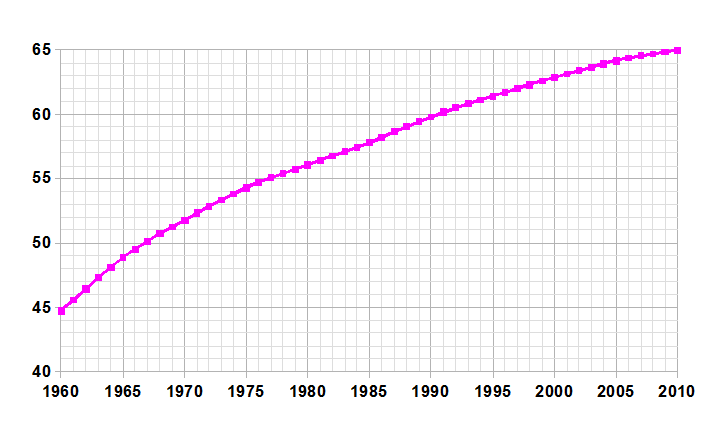
Évolution de la démographie entre 1961 et 2003 (chiffre de la FAO, 2005). Population en milliers d'habitants.

Cet archipel du Royaume-Uni comptait 65 773 habitants en 2006 et près de 70 200 en 2015, ce qui en fait le territoire d'outre-mer le plus peuplé du pays. Sa population reste en forte augmentation, bien que son évolution ait connu un ralentissement au début du XXIe siècle. Quant à la densité de population, très élevée (plus de 1 200 habitants par kilomètre carré), elle se situe bien au-dessus de la moyenne nationale britannique qui est de 261 habitants par kilomètre carré.
Environ deux tiers de la population est d'origine européenne, africaine et amérindienne, tandis que la plupart des autres sont d'origine entièrement européenne.

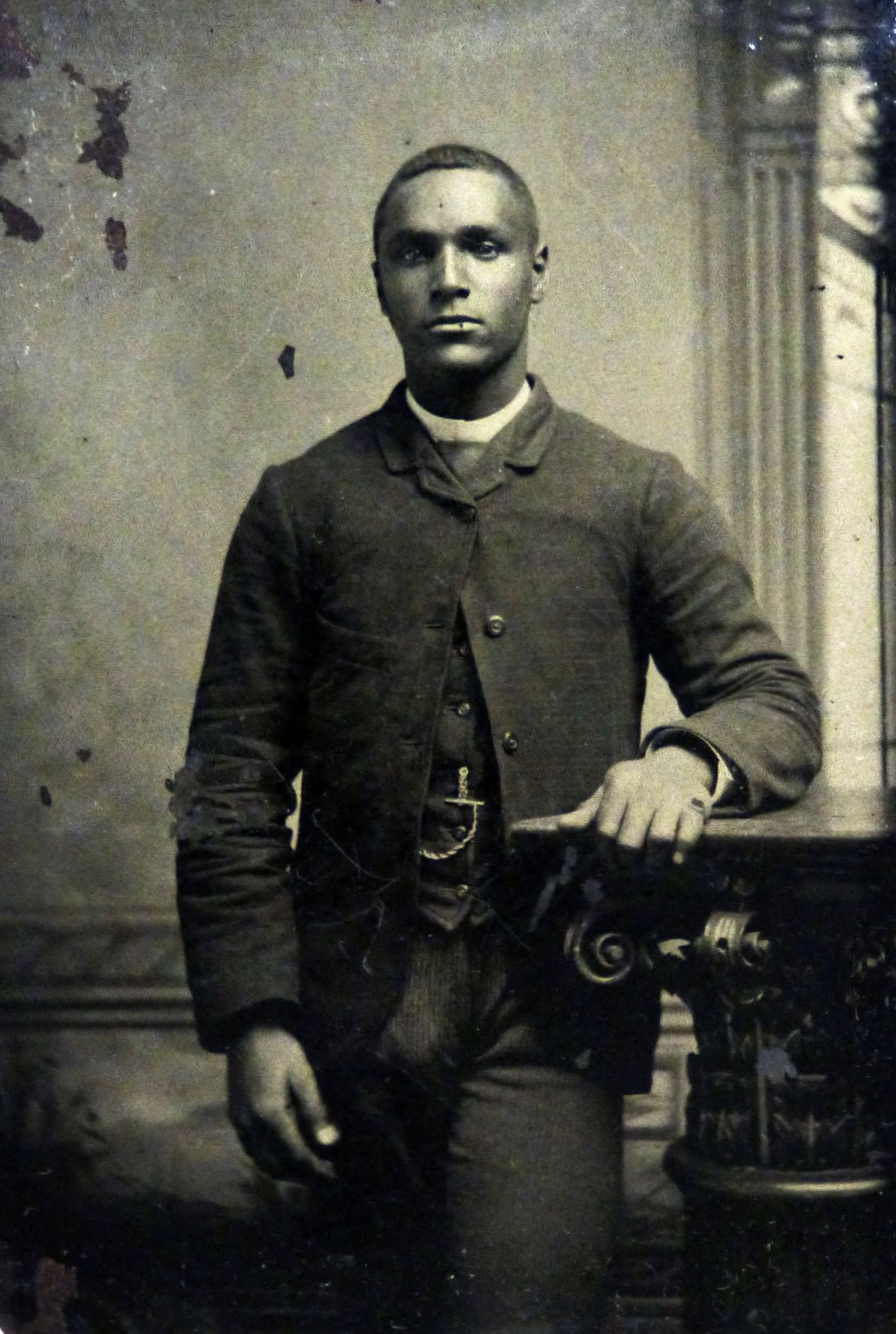
Jeune Bermudien au XIXe siècle.

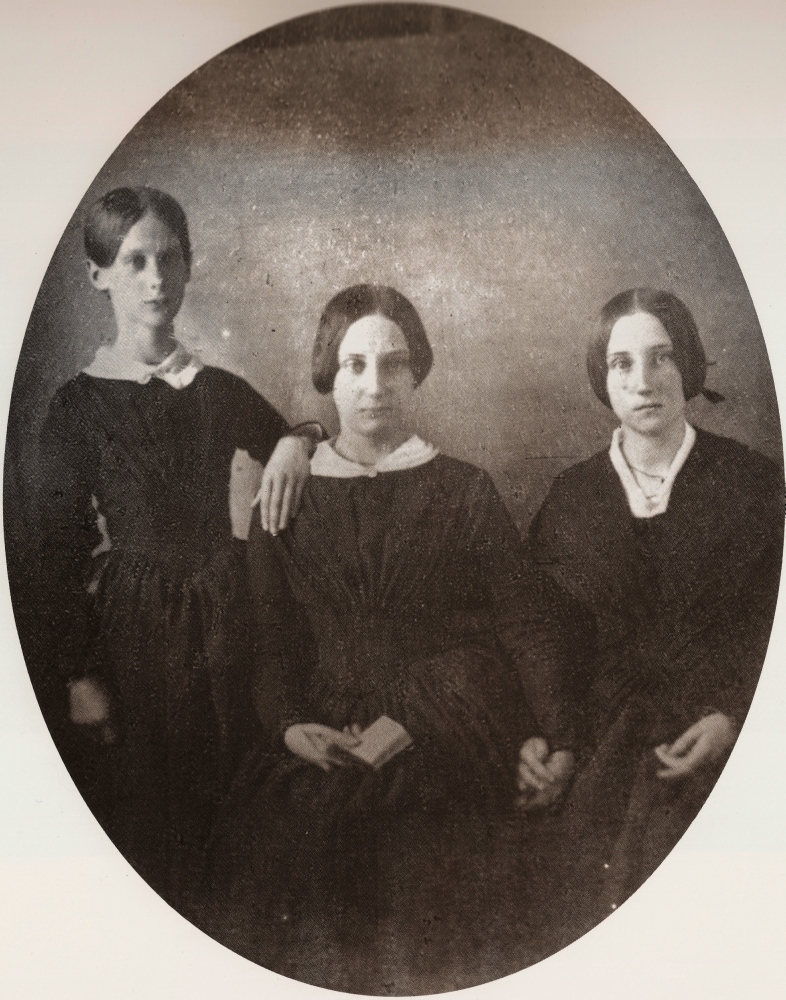
Les sœurs bermudiennes Rosalie, Helen et Ellesif Darrell en 1846

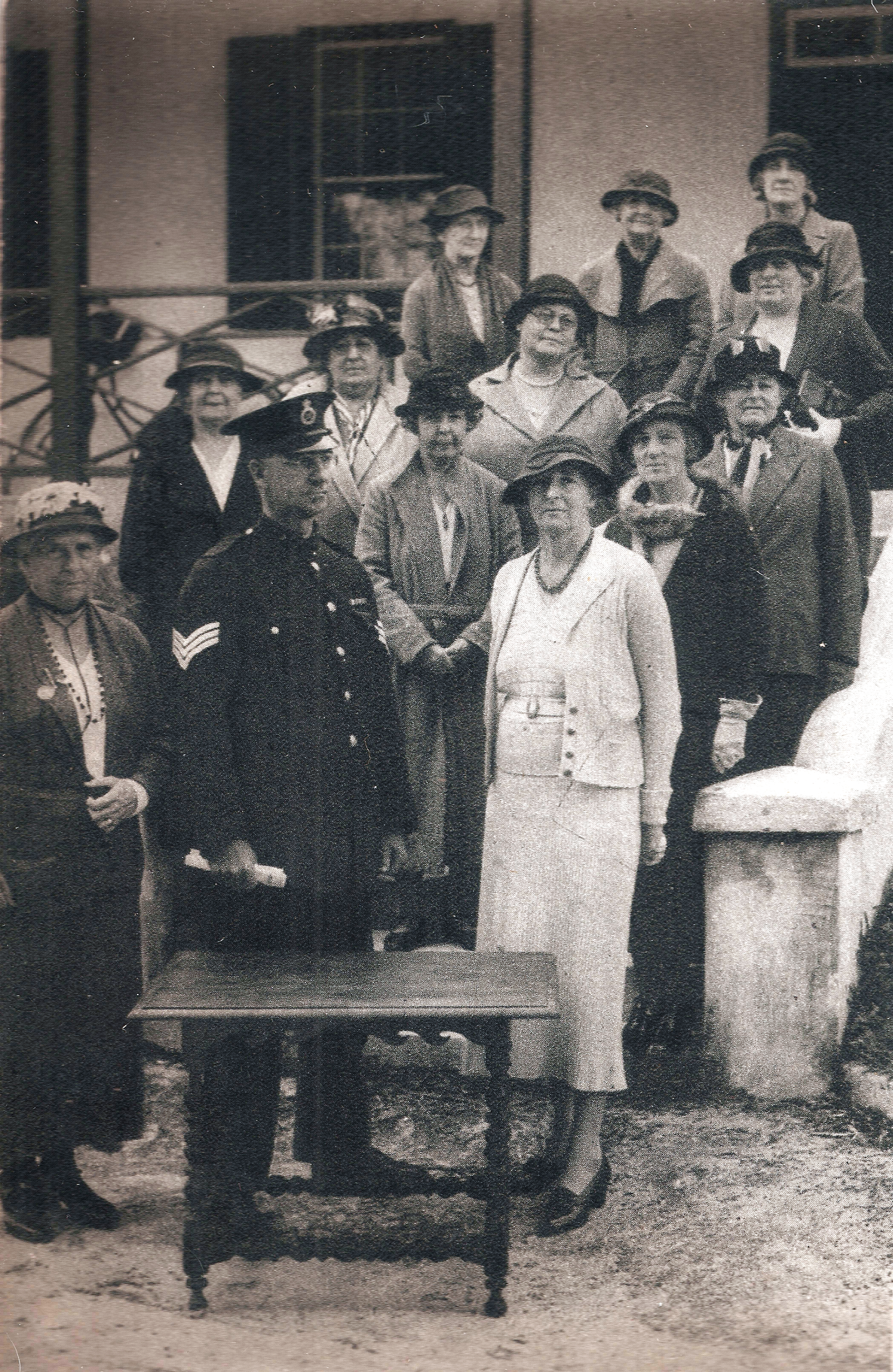
Des suffragettes bermudiennes regardent la table de Gladys Misick Morrell être confisquée par la police des Bermudes à Cavello Hill, aux Bermudes, en raison du non-paiement des taxes paroissiales en signe de protestation pour le droit de vote des femmes dans les années 1930.

La population fondatrice qui s'est installée aux Bermudes entre 1609 et les années 1630 était presque entièrement anglaise. Les patronymes typiques des Bermudes datant du XVIIe siècle indiquent que la principale région d'Angleterre d'où provenaient les colons pendant cette période était l'East Anglia et les comtés environnants. Parmi les exemples, citons « Ingham », originaire d'Ingham, dans le Lincolnshire, et « Trimingham », originaire du village de Trimingham dans le Norfolk. Cette ascendance est partagée aujourd'hui par les Bermudiens blancs et noirs (ce dernier groupe démographique, comme indiqué ci-dessus, étant composé d'individus d'origine africaine, européenne et amérindienne, mais pas nécessairement dans cet ordre). Au fil des siècles, un flux continu d'immigrants en provenance d'autres parties des îles britanniques, d'autres territoires britanniques (ou anciennement britanniques) et de pays étrangers a augmenté la population blanche, notamment l'immigration soutenue des îles portugaises de l'Atlantique à partir des années 1840, et de nombreux membres de la Royal Navy et de l'armée britannique qui ont été libérés et sont restés aux Bermudes pour contribuer à la population permanente (blanche et multiraciale). La population blanche (c'est-à-dire les Bermudiens présumés être entièrement d'origine européenne) s'est par conséquent diversifiée. Aucune étude génétique n'a encore été menée sur la population blanche des Bermudes. Bien que l'ascendance européenne soit la plus grande composante de l'ascendance des Bermudes, et que les personnes entièrement d'ascendance européenne constituent de loin le groupe monoracial le plus important (sur la base de l'ascendance réelle, plutôt que de l'auto-identification), les Blancs (et l'ascendance européenne des Noirs) sont souvent exclus lorsque l'on discute des populations sources des Bermudes. Par exemple, la population de référence du projet Genographic de National Geographic (Geno 2.0 Next Generation) pour « Bermudien » (au 28 juin 2020) a été décrite sur son site Web (qui a été mis hors ligne après le 30 juin 2020) comme « basé sur des échantillons collectés auprès de populations mixtes vivant aux Bermudes » (ce n'était pas basé sur une enquête même sur la population mixte, ou autre qu'entièrement européenne, des Bermudes, car aucune enquête de ce type n'a été réalisée sur l'ensemble des Bermudes).
Dans les îles des Antilles britanniques (et également dans les colonies continentales du sud qui allaient devenir des États des États-Unis d'Amérique), la majorité des Noirs réduits en esclavage amenés à travers l'Atlantique venaient d'Afrique de l'Ouest (à peu près entre le Sénégal et le Ghana actuels). En revanche, une très faible partie de l'émigration noire des Bermudes provenait (directement ou indirectement) de cette région. Les premiers Noirs à arriver aux Bermudes en nombre étaient des Noirs libres venus au milieu du XVIIe siècle des régions hispanophones des Antilles, et la plupart des autres étaient des Africains récemment réduits en esclavage par les Espagnols. L'Espagne n'était que peu impliquée dans la traite transatlantique des esclaves, achetant plutôt des Africains réduits en esclavage aux marchands d'esclaves portugais et arabes. Les Portugais se procuraient la plupart de leurs esclaves en Afrique du Sud-Ouest, via des ports de l'actuel Angola ; et le commerce des esclaves par les Arabes était centré à Zanzibar, en Afrique du Sud-Est.
Cette histoire a été bien comprise à partir des documents écrits et a été confirmée en 2009 par la seule enquête génétique des Bermudes, qui a examiné exclusivement la population noire de L'île de St. David (le but de l'étude étant de rechercher des haplogroupes amérindiens, qui pourraient être supposés absents de la population blanche) a par conséquent montré que l'ascendance africaine des Bermudiens noirs (autres que ceux résultant de l'immigration récente des îles des Antilles britanniques) provient en grande partie d'une bande à travers l'Afrique australe, de l'Angola au Mozambique, qui est similaire à ce qui est révélé en Amérique latine, mais nettement différent des Noirs des Antilles britanniques et des États-Unis. 68 % des lignées d'ADNmt (maternelles) des insulaires noirs se sont révélées être africaines, les deux plus courantes étant L0a et L3e, qui proviennent de populations réparties du centre-ouest au sud-est de l'Afrique. Ces lignées représentent moins de 5 % des lignées d'ADNmt des Noirs aux États-Unis et dans les Antilles anglophones. Elles sont cependant courantes au Brésil et dans les pays hispanophones d'Amérique latine. L3e, par exemple, est typique des populations ǃKung du Kalahari, ainsi que de certaines parties du Mozambique et du Nigéria. La nation moderne où elle représente le pourcentage le plus élevé de la population est en fait le Brésil, où elle représente 21 % des lignées d'ADNmt. 31 % des lignées d'ADNmt des Noirs aux Bermudes sont eurasiennes occidentales (européennes), J1c étant la plus courante. 1 % étaient des Amérindiens.
Pour les haplogroupes NRY (paternels) parmi les Bermudiens noirs, l'étude a révélé qu'environ un tiers étaient constitués de trois haplogroupes africains (dont E1b1a, l'haplogroupe NRY le plus courant dans les populations d'Afrique de l'Ouest et d'Afrique centrale, « représentait la grande majorité des échantillons NRY africains (83 %) »), le reste (environ 64,79 %) étant d'origine ouest-eurasienne, à l'exception d'un individu (1,88 %) avec un haplogroupe NRY amérindien Q1a3a. Parmi les individus avec des haplogroupes NRY européens, plus de la moitié avaient R1b1b2, qui est courant en Europe et se trouve à des fréquences supérieures à 75 % en Angleterre et au Pays de Galles. Aucun de ces pourcentages ne peut être considéré comme équivalent au pourcentage d'ascendance dans la population noire des années 1980.

### Groupes ethniques
- 52% noirs
- 31% blancs
- 9% métis
- 4% asiatiques
- 4% autres[27]

### Religion

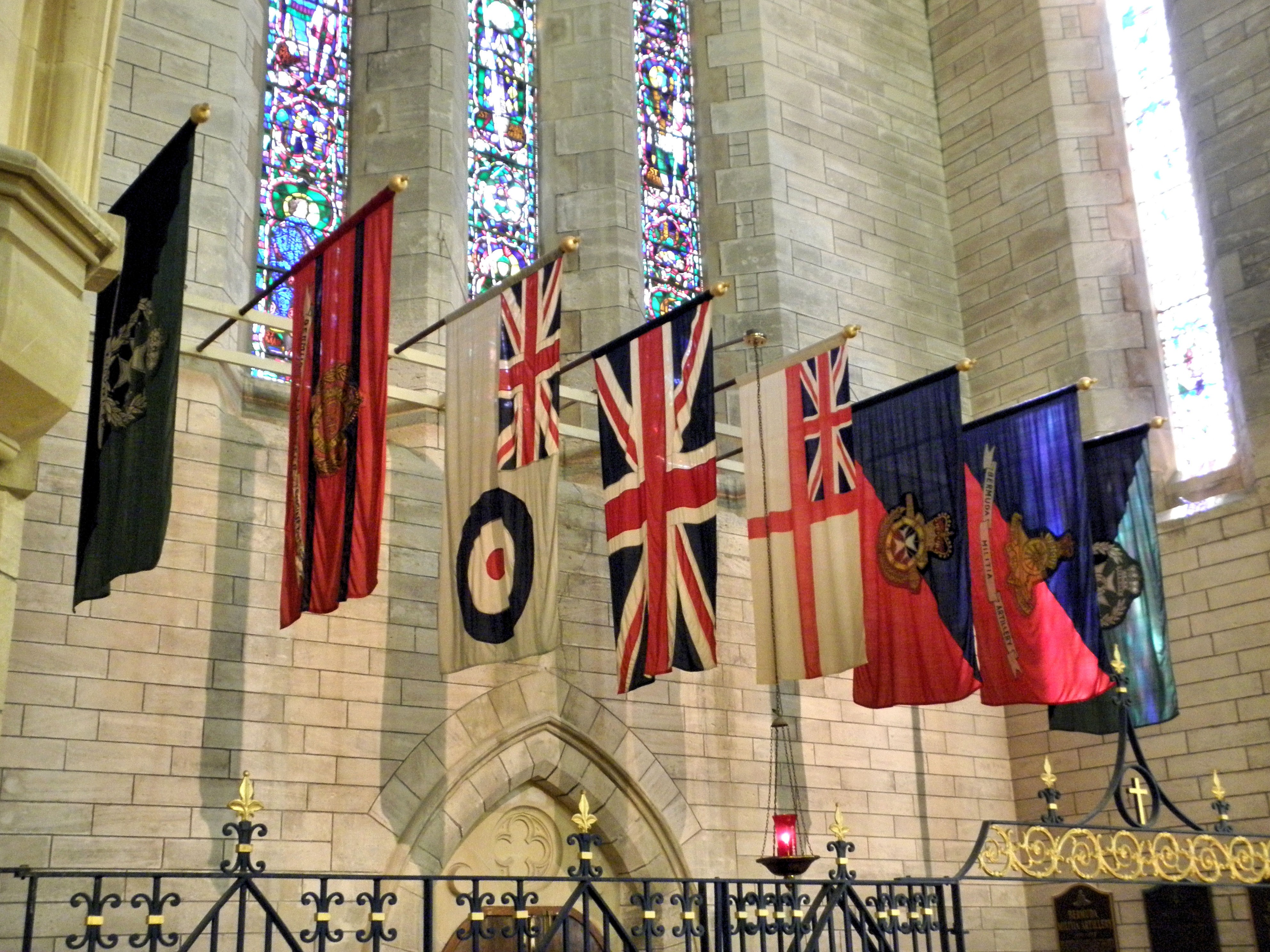
La cathédrale de la Très-Sainte-Trinité située à Hamilton.

Selon le Pew Research Center, en 2010, 75 % des habitants des Bermudes sont chrétiens, principalement protestants (57,1 %) et dans une bien moindre mesure catholiques (15,8 %). De plus, 19,4 % de la population déclare ne pratiquer aucune religion alors que 3 % déclare pratiquer une religion populaire.

## Politique

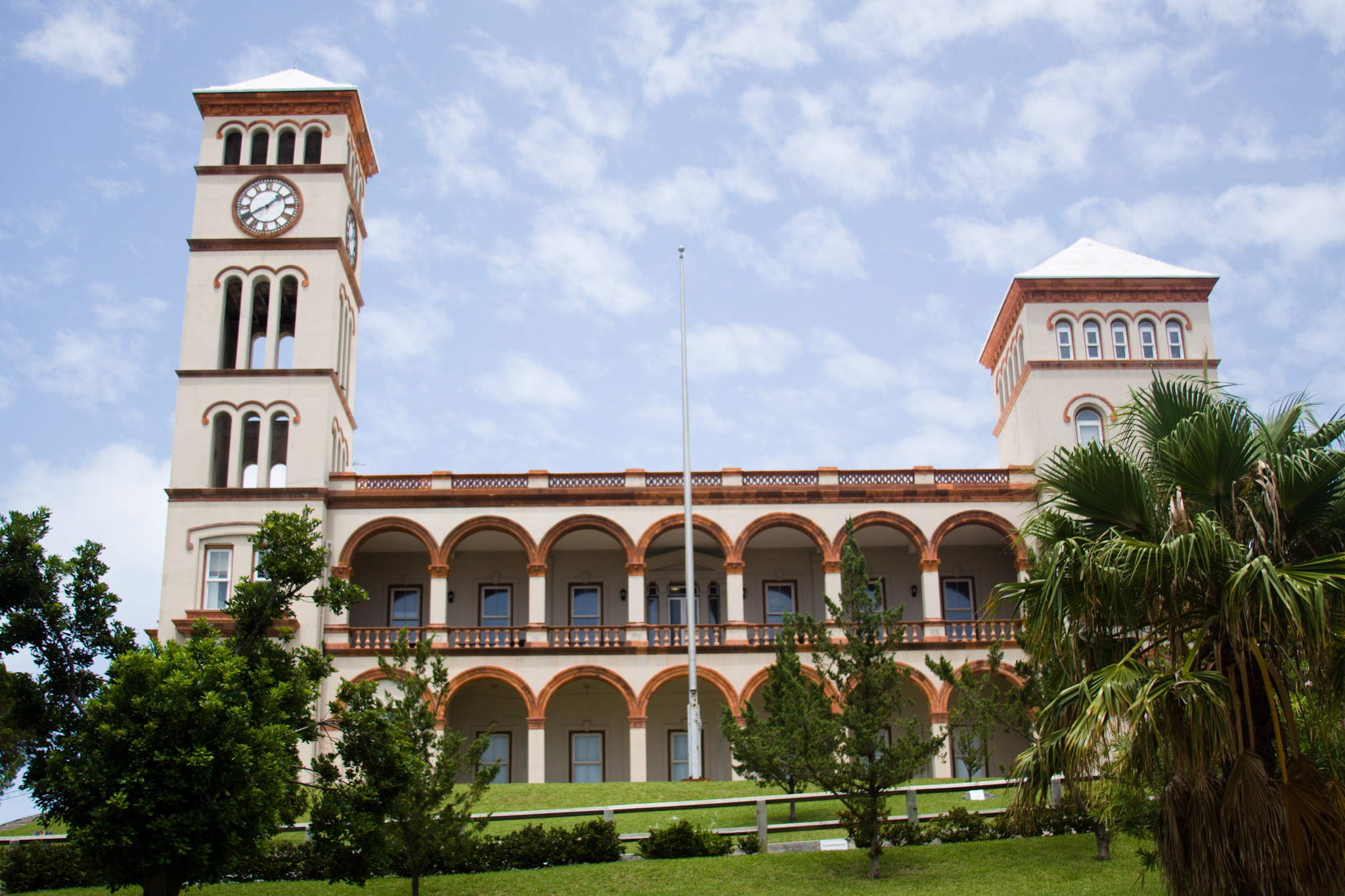
Parlement des Bermudes à Hamilton.

Drapeau du gouverneur des Bermudes

Drapeau du territoire britannique d'outre-mer des Bermudes (le pavillon rouge nautique britannique avec l'emblème distinctif du territoire)

Drapeau du gouvernement des Bermudes (pour navire du gouvernement civil).

Les Bermudes constituent un territoire d'outre-mer du Royaume-Uni. Le chef de l'État est le roi Charles III, qui est représenté sur place par un gouverneur. Le système législatif est formé d'un Parlement bicaméral constitué d'un Sénat de 11 membres nommés par le gouverneur et d'une Assemblée de 36 membres élus au suffrage universel pour 5 ans. Le gouvernement, dirigé par le Premier ministre, est responsable devant le Parlement.
David Burt, du Parti travailliste progressiste, est Premier ministre depuis le 19 juillet 2017.
Les Bermudes constituaient également un pays et territoire d'outre-mer de l'Union européenne (PTOM) de 2014 à 2020.

### Subdivisions

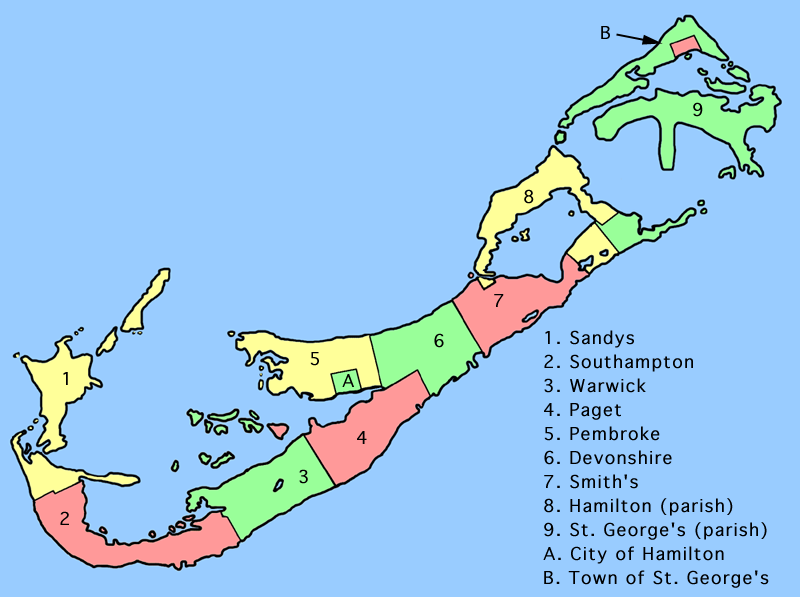
Carte des subdivisions.

Au niveau local, les Bermudes comprennent neuf paroisses et deux municipalités.
Paroisses :
- Devonshire
- Hamilton
- Paget
- Pembroke
- Saint George's
- Sandys
- Smith's
- Southampton
- Warwick

Municipalités :
- Hamilton
- Saint George's

## Défense

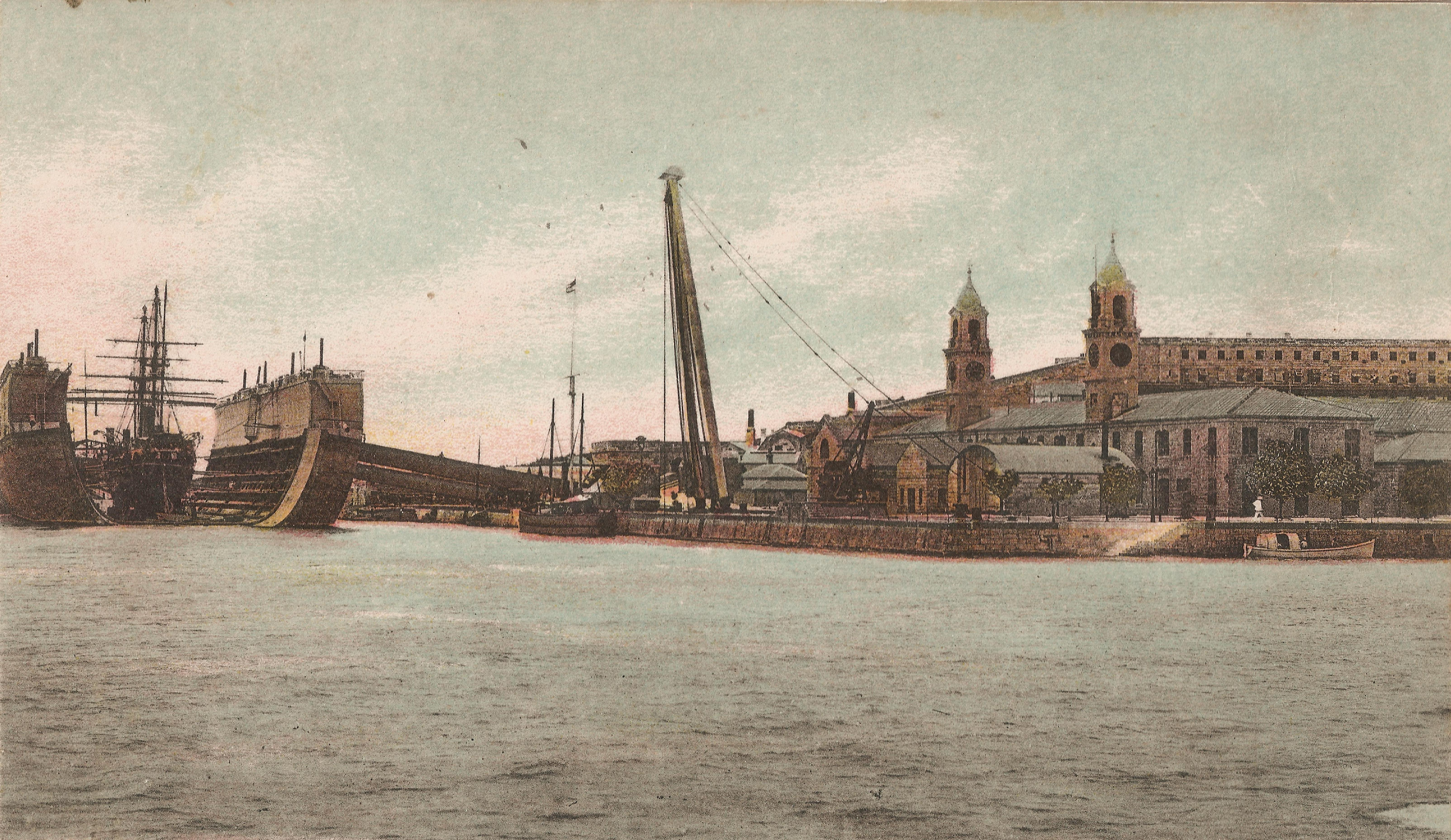
Cale sèche flottante « Bermudes » au chantier naval royal des Bermudes, vers 1900.

Les Bermudes faisant partie de l'État souverain britannique, le gouvernement britannique, en tant que gouvernement national, est responsable de la défense.

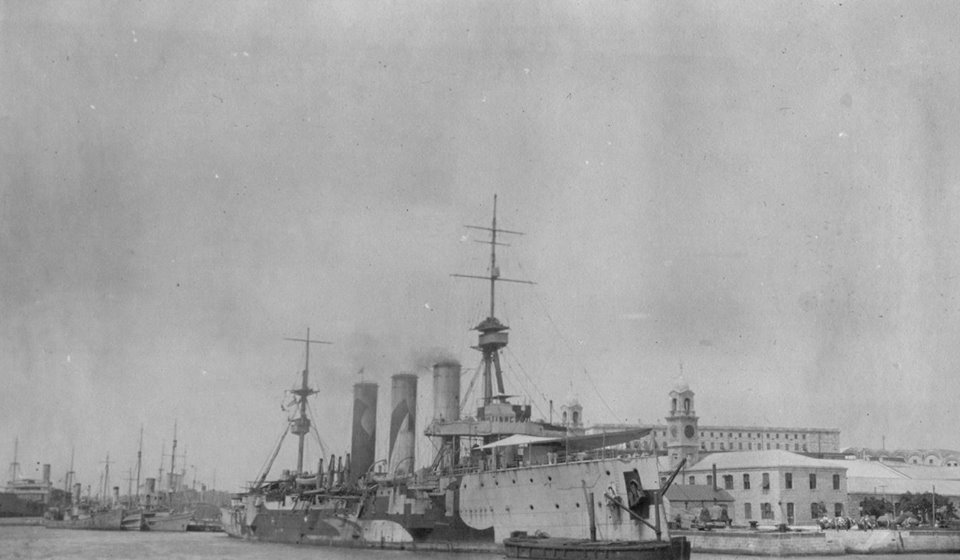
"HMS Donegal" au chantier naval royal des Bermudes vers 1918

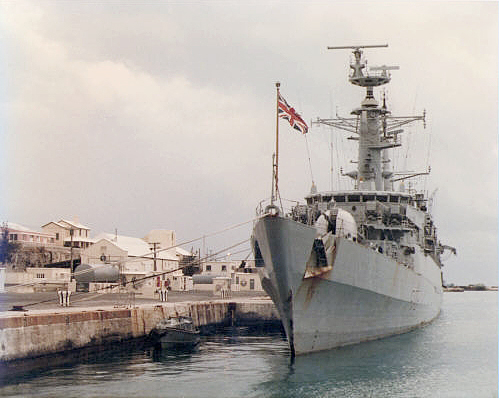
Une frégate de la Royal Navy aux Port militaire de la Royal Naval aux Bermudes en 1985.

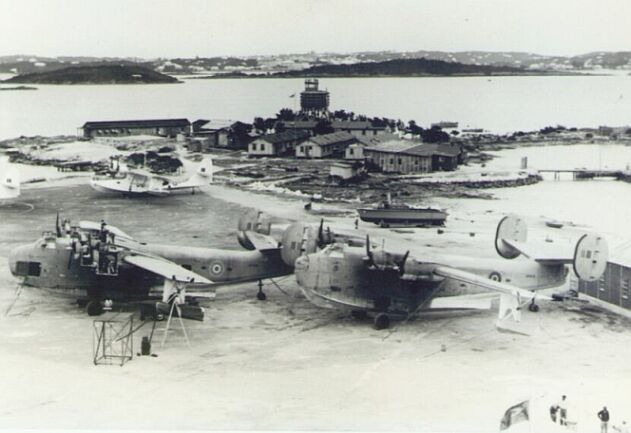
Base aérienne de la Royal Air Force, "RAF Darrell's Island", aux Bermudes

L'alliance avec les États-Unis d'Amérique pendant la Seconde Guerre mondiale et la guerre froide a entraîné une diminution de l'importance des Bermudes en tant que forteresse impériale pour le gouvernement britannique. Les capacités de réparation et de réaménagement du Royal Naval Dockyard ont été supprimées en 1950, le réduisant à une base navale. Le commandant en chef de la station America and West Indies de la Royal Navy a été aboli en 1956, et les navires de la Royal Naval basés là-bas ont été régulièrement réduits en taille (des croiseurs et des sloops aux frégates) et en nombre, jusqu'aux années 1970, lorsque la Royal Navy a cessé de baser des navires aux Bermudes et les a remplacés par une frégate qui opérait de façon saisonnière dans les Antilles en tant que navire de garde des Antilles, s'arrêtant aux Bermudes en route pour prendre cette affectation et à son retour. La base navale de Sa Majesté aux Bermudes (HMS Malabar) a continué à fonctionner pour soutenir les navires britanniques et autres navires de l'Organisation du traité de l'Atlantique nord opérant dans l'ouest de l'océan Atlantique nord, jusqu'à sa fermeture en 1995 après la fin de la guerre froide (et le deuxième centenaire de l'établissement d'une base navale permanente aux Bermudes).

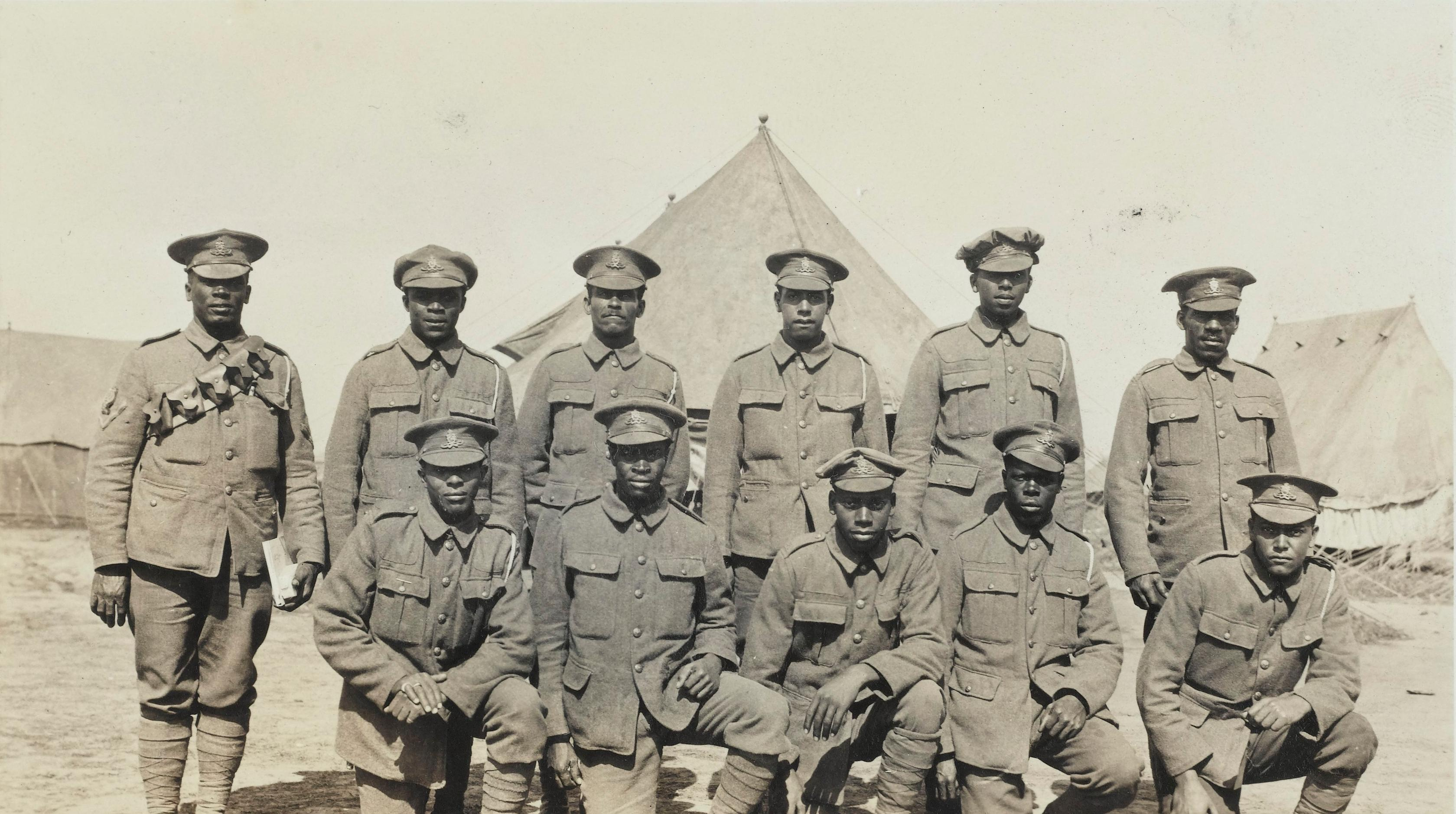
Soldats du contingent des Bermudes de la RGA (Royal Garrison Artillery), British Army, dans un poste de secours sur le Front de l'Ouest en juillet 1916

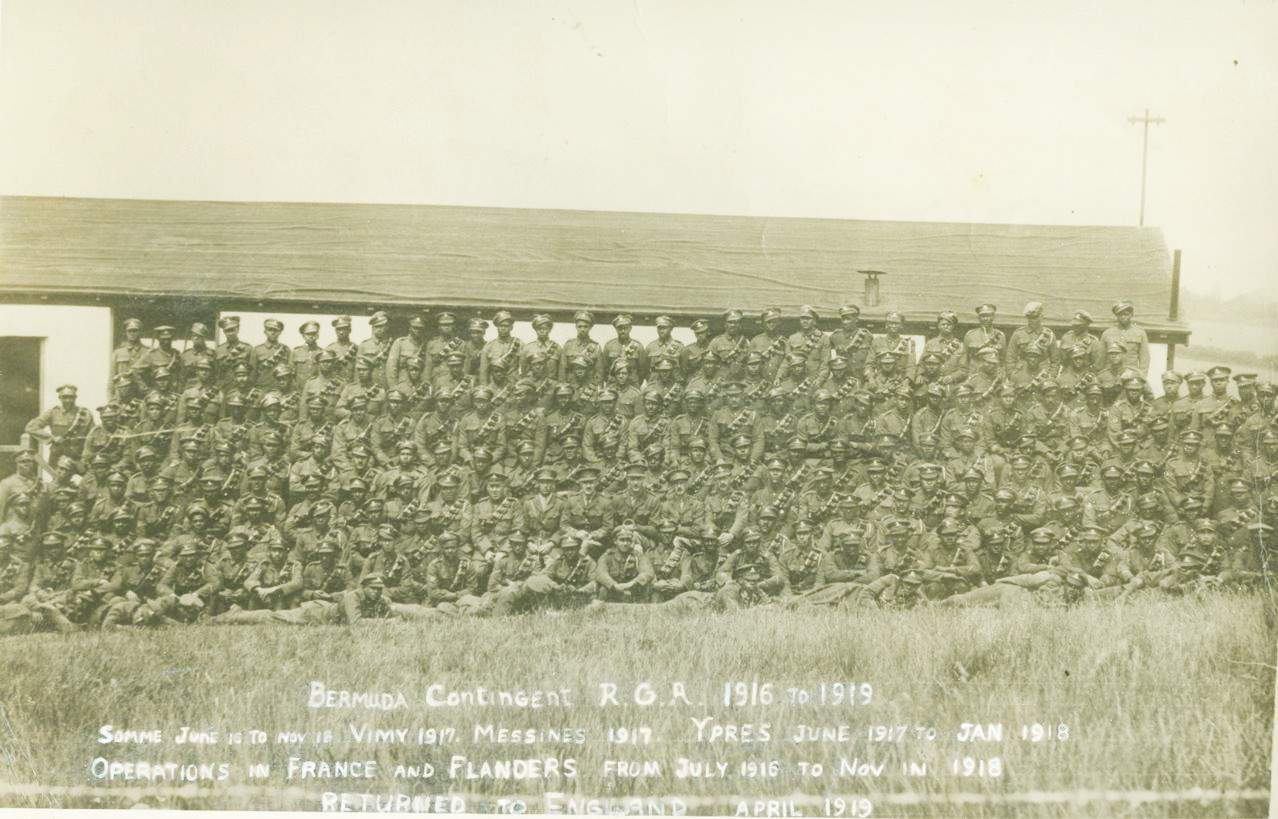
Le contingent des Bermudes de RGA (l'artillerie de garnison royale) pendant la Première Guerre mondiale.

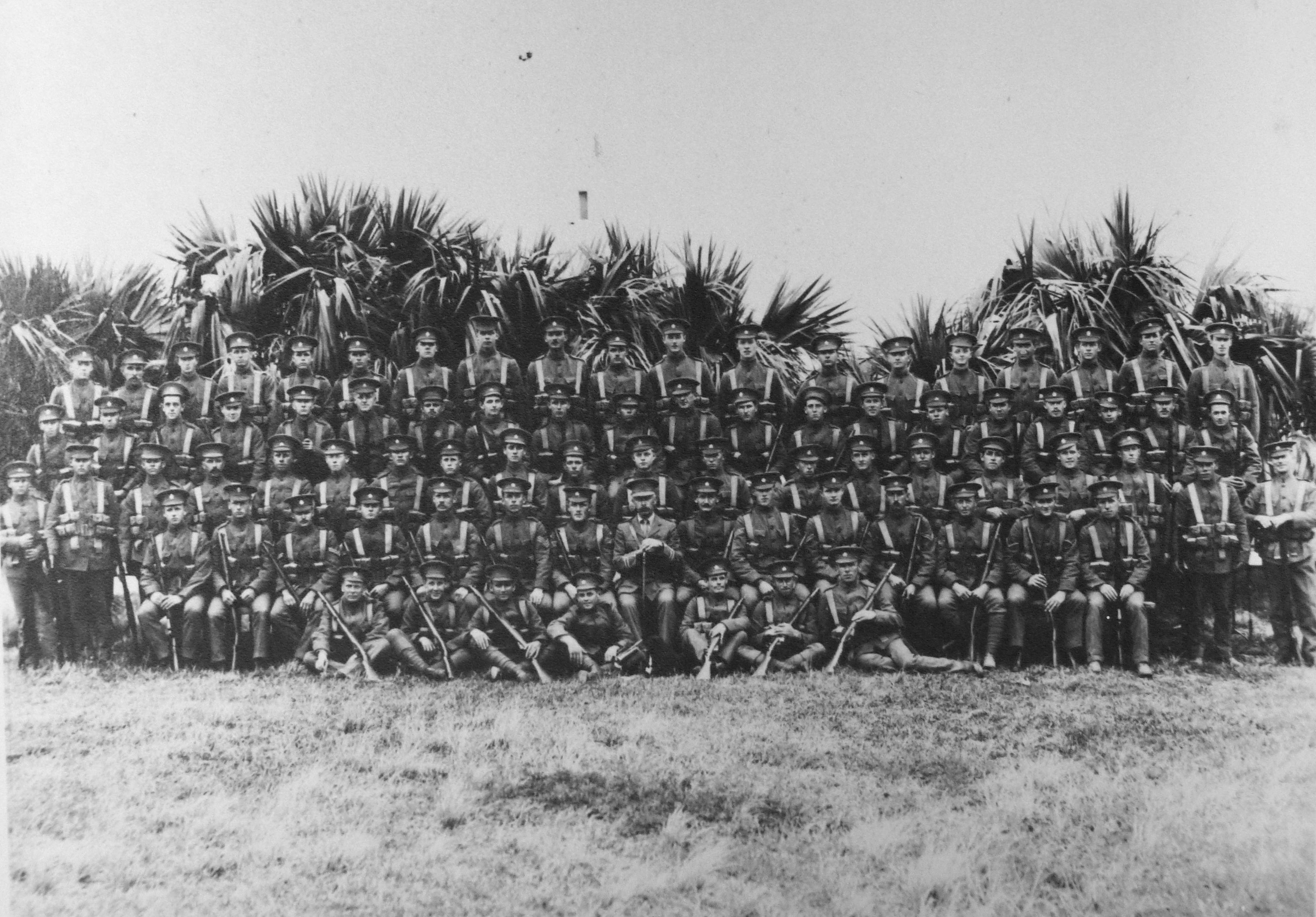
Le premier contingent du Bermuda Volunteer Rifle Corps (corps des fusiliers volontaires des Bermudes) auprès des Lincolnshire Regiment, s'entraînant aux Bermudes pour le Front de l'Ouest, hiver 1914-1915.

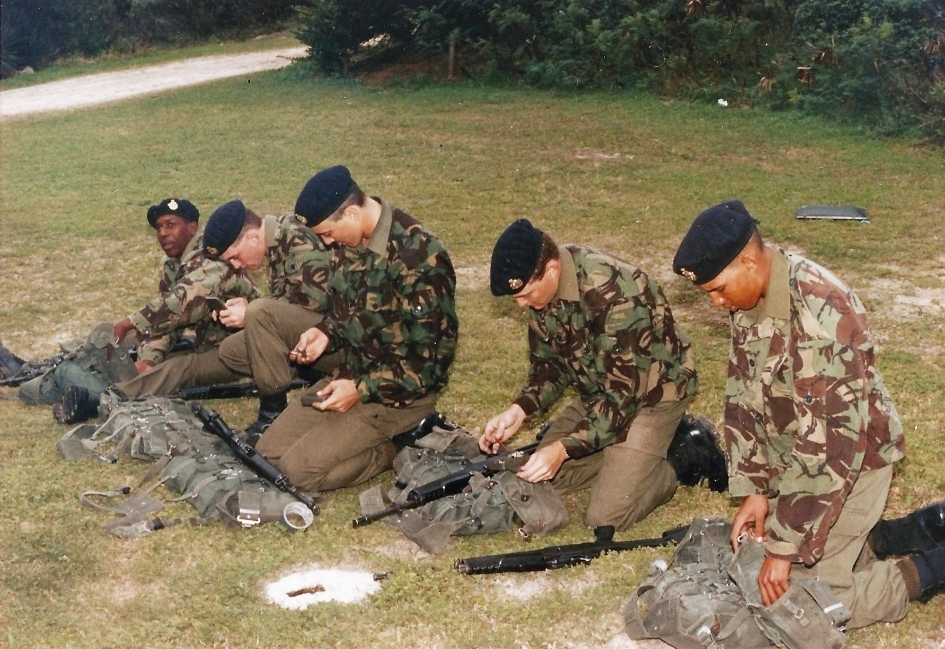
Des recrues du Royal Bermuda Regiment (formé en 1965 par la fusion de l'artillerie de la milice des Bermudes et du corps des fusiliers volontaires des Bermudes) de l'armée britannique en formation en 1993

La garnison de l'armée régulière a été retirée en 1953, mais presque immédiatement remplacée par un détachement d'infanterie destiné à sécuriser la Conférence des Trois Puissances (lorsque Joseph Laniel et Dwight D. Eisenhower ont été accueillis aux Bermudes par Winston Churchill) qui devait avoir lieu en juin 1953, mais qui a été reportée à décembre. Les unités de l'armée régulière de la garnison ont été retirées à nouveau en 1957, car la fin du service national a conduit à une réduction drastique de l'armée britannique, ne laissant que les deux unités de l'armée à temps partiel, l'artillerie de la milice des Bermudes et le corps des fusiliers volontaires des Bermudes (qui avait été rebaptisé Bermuda Rifles).
Une base aéronavale royale a été établie aux Bermudes dans les années 1930 pour soutenir les hydravions de la Fleet Air Arm opérant à partir de navires basés aux Bermudes. La Fleet Air Arm était alors exploitée par la Royal Air Force, mais fut transférée sous contrôle naval en 1939. Au même moment, la Royal Air Force reprit l'aéroport civil (utilisé par les hydravions) de Darrell's Island. La Fleet Air Arm et la Royal Navy exploitèrent également des avions terrestres à partir d'une piste construite à l'extrémité est des Bermudes par l'armée américaine une fois qu'elle devint opérationnelle en 1943. Après la guerre, la Royal Air Force retira son établissement permanent aux Bermudes, bien qu'elle continua à utiliser la colonie comme point de départ pour les vols transatlantiques et pour des opérations temporaires dans la région.
Une base de la Marine royale canadienne, le « HMCS Somers Isles », établie pendant la Seconde Guerre mondiale en tant qu'annexe du chantier naval royal, avait fermé à la fin de la guerre, mais la Marine royale canadienne a repris l'installation sans fil de la Marine royale à Daniel's Head aux Bermudes, qui a été rebaptisée Naval Radio Station Bermuda (ou NRS Bermuda) et plus tard "Canadian Forces Station Bermuda" (CFS Bermuda). La marine américaine avait été autorisée à exploiter une petite base navale aux Bermudes pendant la Première Guerre mondiale, et des plans secrets pour lui permettre d'avoir une base navale aux Bermudes ont été rapidement acceptés avant que la Grande-Bretagne et la France ne déclarent la guerre à l'Allemagne en 1939. Ces plans ont ensuite été élargis pour inclure des baux gratuits de 99 ans pour une base d'opérations navales américaines (à utiliser à la fois par les navires et les hydravions) près du Royal Naval Dockyard à l'extrémité ouest des Bermudes, et « Kindley Field », un aérodrome à l'extrémité est des Bermudes qui était exploité par les forces aériennes de l'armée américaine et utilisé conjointement par la Royal Navy et la Royal Air Force, qui occupaient la partie nord à partir de 1943. Des unités d'artillerie et d'infanterie de l'armée américaine étaient stationnées autour des Bermudes, aux côtés de la garnison britannique, et les Marines américains gardaient les installations de la marine américaine. Après la guerre, Kindley Field est devenu Kindley Air Force Base lorsque les forces aériennes de l'armée américaine sont devenues l'armée de l'air américaine, et a été transféré à la marine américaine en 1970. La marine américaine a transféré toutes les opérations aériennes à l'aérodrome lorsque ses hydravions ont été progressivement retirés du service.
En 1995, la marine américaine a fermé ses trois installations aux Bermudes en même temps que la base de la Royal Navy et la base des Forces canadiennes des Bermudes.
L'artillerie de la milice des Bermudes et les fusiliers des Bermudes ont fusionné en 1965 pour former le régiment des Bermudes (depuis 2015, le Royal Bermuda Regiment), qui, à part les Sea Cadets, est la seule unité des forces armées restant aux Bermudes aujourd'hui.

## Économie
| Item                    | Valeur                       |
| ----------------------- | ---------------------------- |
| PIB                     | 5,8 milliards $US            |
| Croissance du PIB réel  | -1,9 %                       |
| PIB par habitant        | 89 282 $US                   |
| Salaire moyen           | 69 183 $US                   |
| Taux d'inflation        | 2,4 %                        |
| Taux de chômage         | 6 %                          |
| Dette extérieure totale | 1,6 milliard $US (août 2011) |
| Coût de la dette        | 95 millions $US              |
| Balance des paiements   | +706 millions US$            |

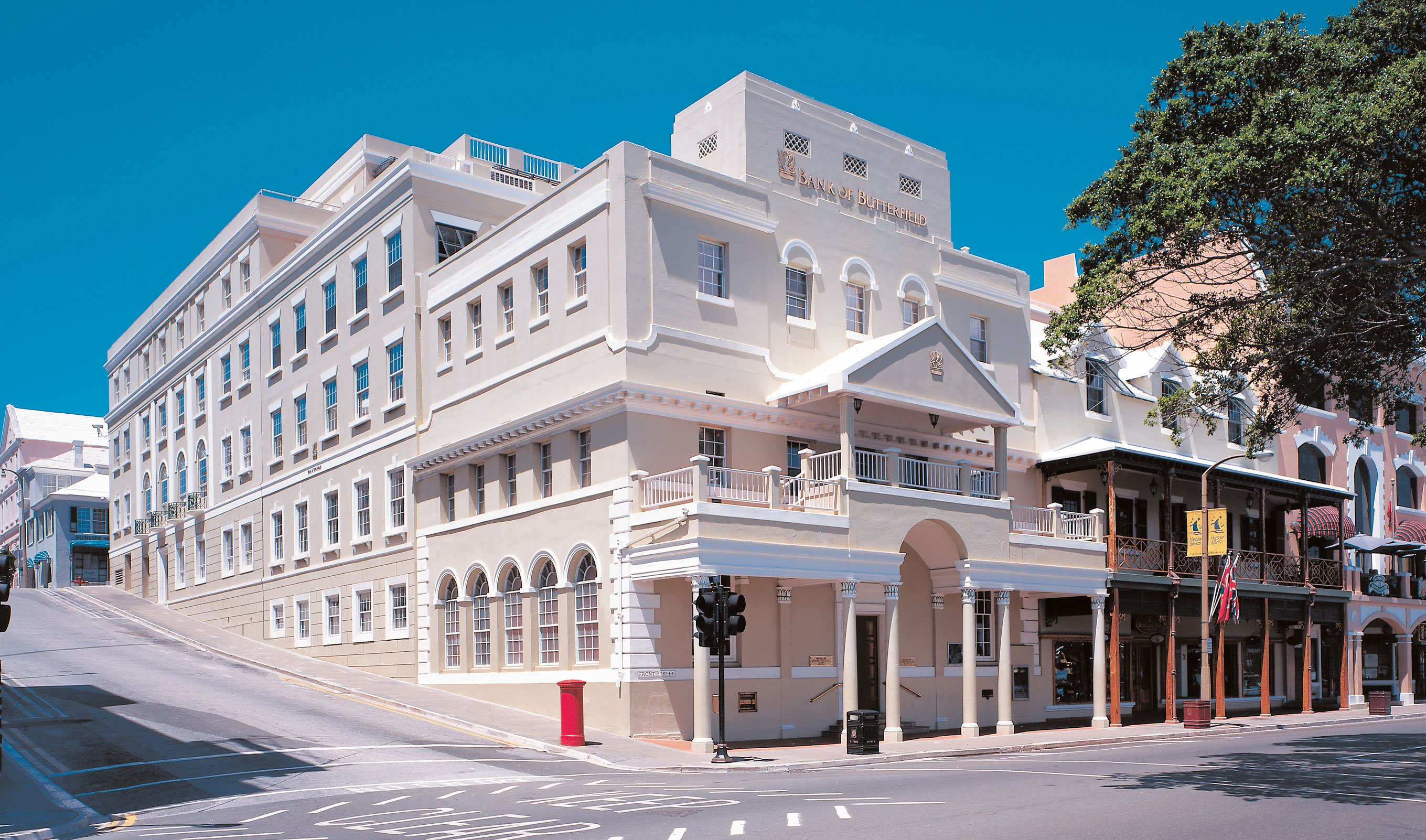
Siège d'une banque des Bermudes, "The Bank of N.T. Butterfield & Son Limited".

Les Bermudes sont un pavillon de complaisance et un paradis fiscal. Les Bermudes sont ainsi surtout connues dans le monde de la finance pour leur système concernant les sociétés d'assurance et de captives de réassurance. Les Bermudes sont surnommés la « petite Suisse de l'Atlantique » en raison de la taille du pays par rapport à son important poids en tant que place financière.
Selon la Conférence des Nations unies sur le commerce et le développement, « Les multinationales américaines ont déclaré 80 milliards de dollars de bénéfices aux Bermudes en 2012, soit plus que les bénéfices déclarés au Japon, en Chine, en Allemagne et en France cumulés ».
De nombreux riches Américains sont des résidents bermudiens à cause de la fiscalité avantageuse. Cependant, aussi bien pour les habitants que pour les touristes, les Bermudes détiennent un indice de prix général record au niveau mondial. De fait, le pays reste peu abordable pour les touristes à revenus moyens, aussi bien que pour des postulants à revenu faible qui souhaiteraient y résider de manière permanente.

### Transport

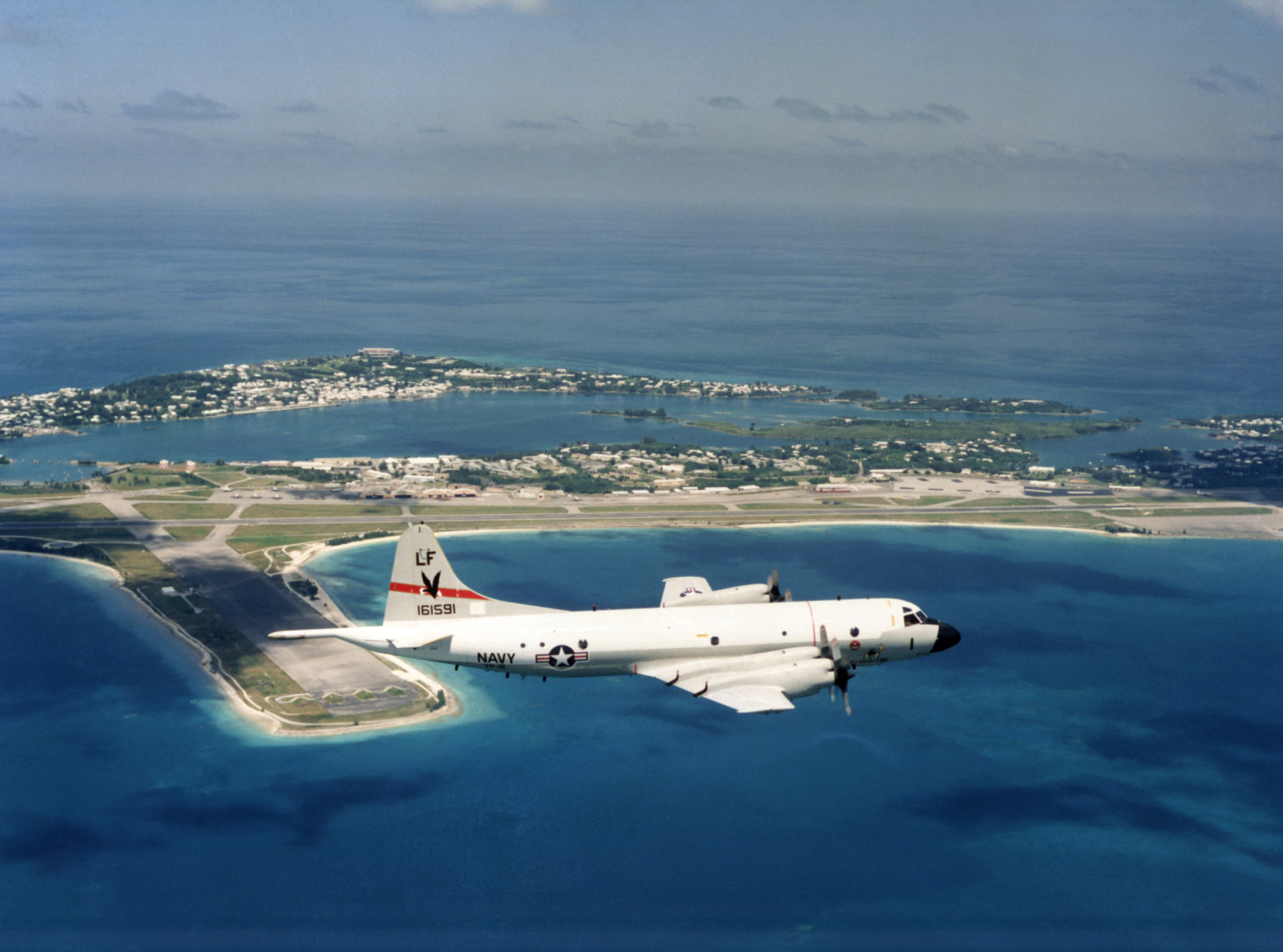
VP-16 P-3C au dessus de la base aéronavale américaine "NAS Bermuda", 1985.

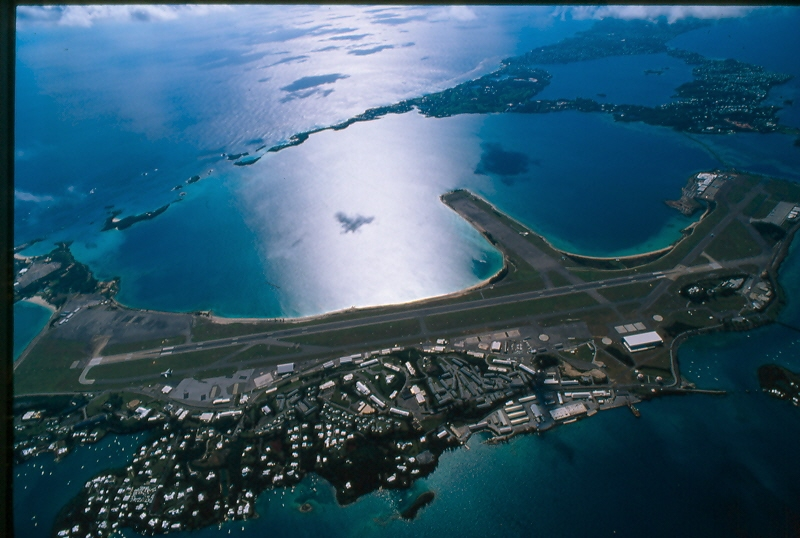
L'aéroport international L.F. Wade, anciennement un aérodrome militaire exploité par les United States Army Air Forces (1941-1948) (1941-1948), le United States Air Force (1948-1970) et la United States Navy (1970-1995).

- Aéroport international L.F. Wade, le seul aéroport des Bermudes, à 11 km au nord-est de Hamilton.

## Société
En décembre 2017, les Bermudes adoptent une loi rétablissant l’interdiction du mariage homosexuel, quelques mois seulement après son autorisation par la Cour suprême. La nouvelle loi ne s’applique pas aux couples qui se sont déjà mariés et elle laisse place pour les couples homosexuels souhaitant s'unir à la possibilité d'un concubinage, qui donne accès à certains droits mais est critiqué par des associations LGBT qui y voient l'instauration d'une sorte de citoyenneté de seconde classe. Cette loi est signée par le gouverneur du territoire le 7 février 2018.
Mais le 23 novembre 2018, la Cour d'appel confirme le droit de se marier pour les personnes de même sexe, annulant la loi du gouvernement, ainsi que le dépôt d'une nouvelle loi. Les couples homosexuels peuvent donc de nouveau se marier aux Bermudes.

## Culture

### Principales fêtes aux Bermudes

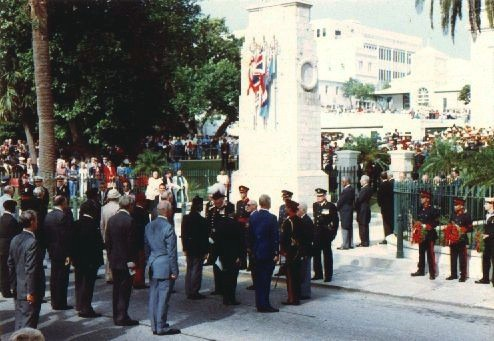
Le Rembrance Day de 1990 à Hamilton.

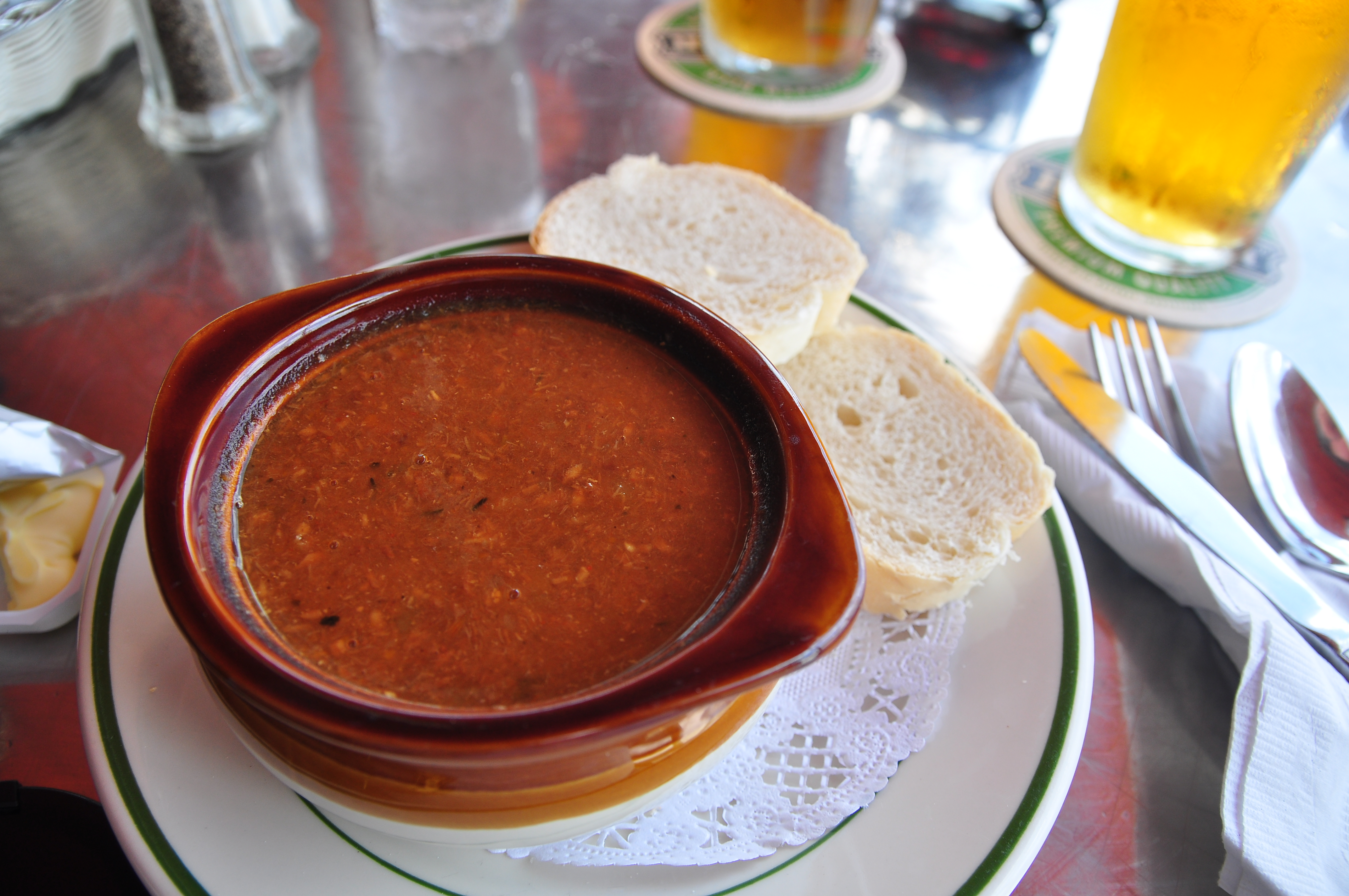
La chaudrée de poisson des Bermudes est un plat servi à l'occasion de Noël aux Bermudes.

Les principales fêtes des Bermudes sont,,, :
- Fête nationale des Bermudes (24 mai) : la fête des Bermudes est traditionnellement le premier jour de l'année où les résidents vont à la mer.
- Emancipation Day et Somers Day (3 et 4 août) : pour commémorer l'émancipation des esclaves d'origine africaine et journées du match de cricket national.
- Remembrance Day (11 novembre) : Hommage aux combattants de la Grande Guerre 1914-1918.
- Noël (25 décembre) : une cérémonie d'illumination des arbres tenue à Hamilton, le défilé du Père Noël d'Hamilton, la chaudrée de poisson des Bermudes, le pain au gingembre, les biscuits, le vin chaud sont servis à Noël, la promenade « Christmas Walkabout ».

### Notoriété

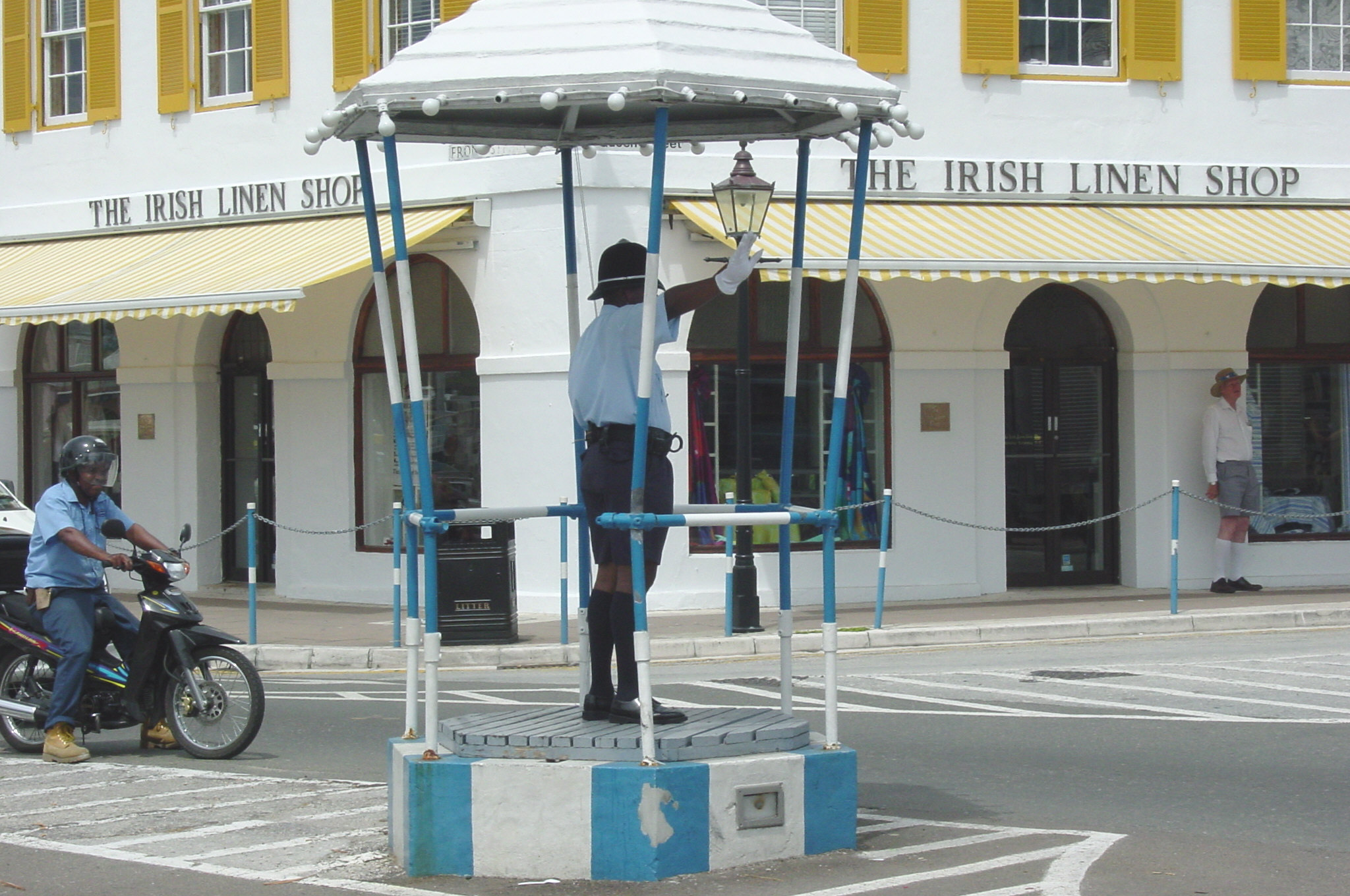
Policier en bermuda à Hamilton.

Le mot bermuda est dérivé du nom des Bermudes où soldats et les policiers britanniques portaient ce short qui descendait jusqu'aux genoux. Il s'agit aussi de la tenue pour les hommes d'affaires qui portent le bermuda avec un blazer, chemise à manches courtes, cravate ou pas, chaussettes jusqu'aux genoux et chaussures de ville. Le bermuda est également porté lors de diverses cérémonies officielles, dont la cérémonie d'ouverture des Jeux olympiques d'hiver de 2014 à Sotchi, la cérémonie d'ouverture des Jeux olympiques d'hiver de 2018 à PyeongChang ainsi que lors de la cérémonie d'ouverture des Jeux olympiques d'été de 2020 à Tokyo et des jeux olympiques d'été de 2024 à Paris.
Les Bermudes sont liées à la légende du Triangle des Bermudes.

### Hymne
Les Bermudes ont leur propre hymne local non officiel, « Hail to Bermuda » (Salut aux Bermudes), avec paroles et musique par Bette Johns. L'hymne officiel est God Save the King, parce que les Bermudes sont un territoire britannique d'outre-mer.

## Acteurs et actrices
- Diana Douglas
- Earl Cameron
- Lena Headey
- Michael Douglas
- Will Kempe

## Musiciens et musiciennes
- Heather Nova
- Lance Hayward
- Mishka
- Talbot Brothers

## Sport

### Personnalités
- Flora Duffy ; championne olympique en 2021, championne du monde de triathlon 2016 et 2017.
- Brian Wellman ; vice-champion du monde de triple saut 1995.
- Clarence Hill ; médaillé de bronze aux jeux olympiques de Montréal en 1976 (poids lourds).
- John Layfield ; Hall of fame de la WWE
- Quinn Talbot ; champion du monde de golf manchot

### Équipes
- Bermuda Hogges (football)
- Bermuda national cricket team

### Club
- Royal Bermuda Yacht Club
- Royal Hamilton Amateur Dinghy Club

### Évènement
- Newport Bermuda Race

#### 2000
- Bermuda National Trust, Musée national des Bermudes (1974), Aquarium, musée et zoo des Bermudes (1926)
- Bermuda Broadcasting Company, The Bermuda Gazette (1784-1816)
- Politique aux Bermudes
  - Gouverneur des Bermudes, Premier ministre des Bermudes], Chef de l'opposition (Bermudes)
- Service météorologique des Bermudes